# Maritieme geschiedenis
De maritieme geschiedenis beschrijft de gebeurtenissen die samenhangen met het ontstaan en verloop van de scheepvaart. Scheepvaart heeft een belangrijk aandeel gehad in de ontwikkeling van de mensheid. Het maakte het mogelijk om overzeese ontdekkingen te doen, te handelen en ideeën en vaardigheden te verspreiden. Daarnaast is het ook een middel geweest om oorlog te voeren.
Er zijn vier periodes te onderscheiden in de westerse scheepvaart:
1. De prehistorische en vroeghistorische scheepvaart, een periode van minstens drie millennia, met als hoogtepunt de klassieke oudheid en eindigend omstreeks de val van het West-Romeinse Rijk.
2. De middeleeuwse scheepvaart, een periode van een millennium, eindigend rond 1500.
3. De Grote Zeilvaart, een periode van vier eeuwen van kolonisatie en wereldhandel, eindigend met de klipperperiode.
4. De mechanische scheepvaart, de periode van de 19e en 20e eeuw.

De geschiedenis van de zeevaart is een geschiedenis van menschelijk heldendom en martelaarschap, en de folterkamers, waarin zij, die de Goden van Ruimte en Tijd trotseerden, hun straffen moesten ondergaan, werden schepen genoemd.
— Hendrik Willem van Loon, (1934)

## Prehistorische en vroeghistorische scheepvaart

### Eerste vaartuigen

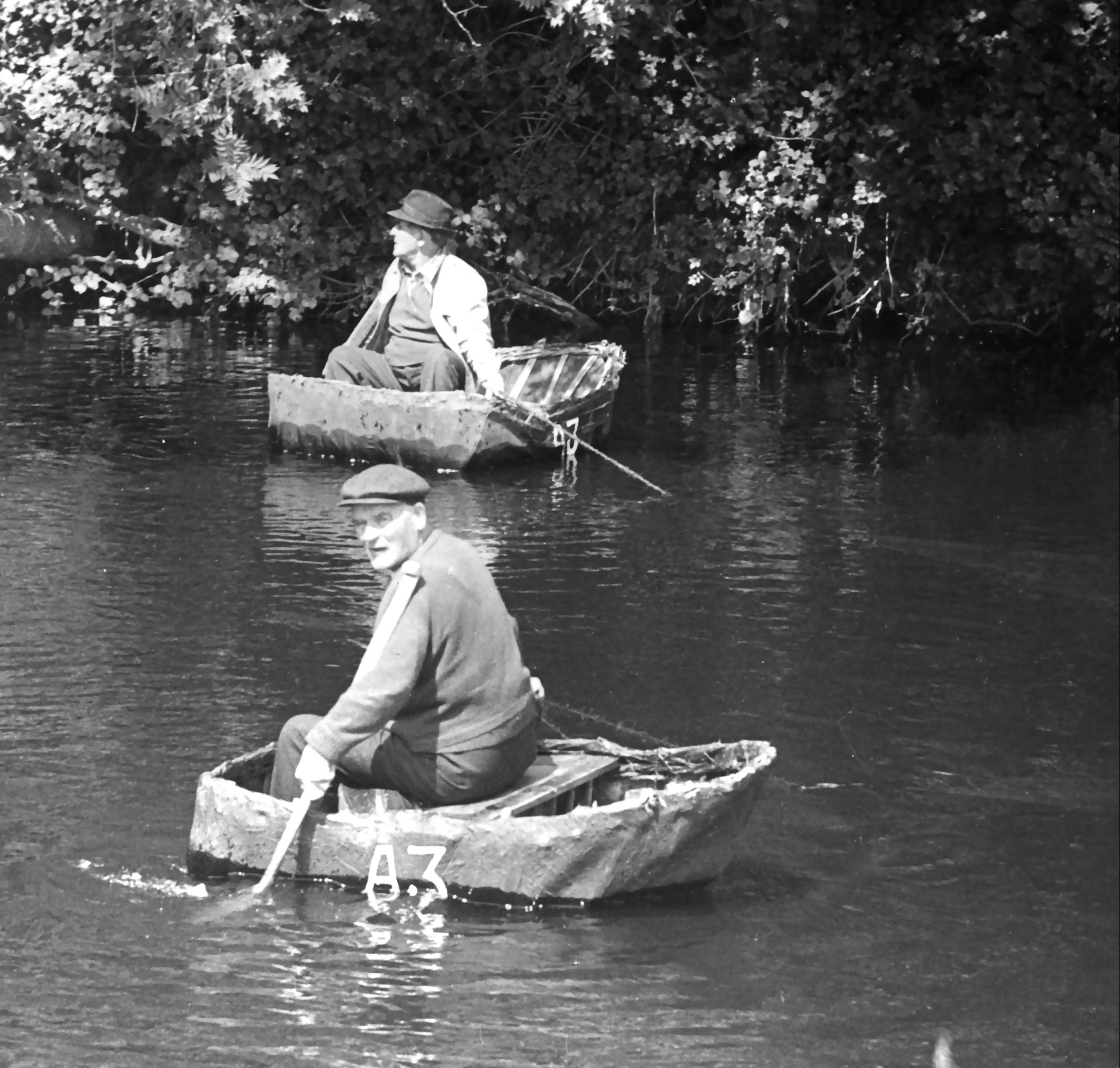
Coracles op de Teifi, Wales 1972.

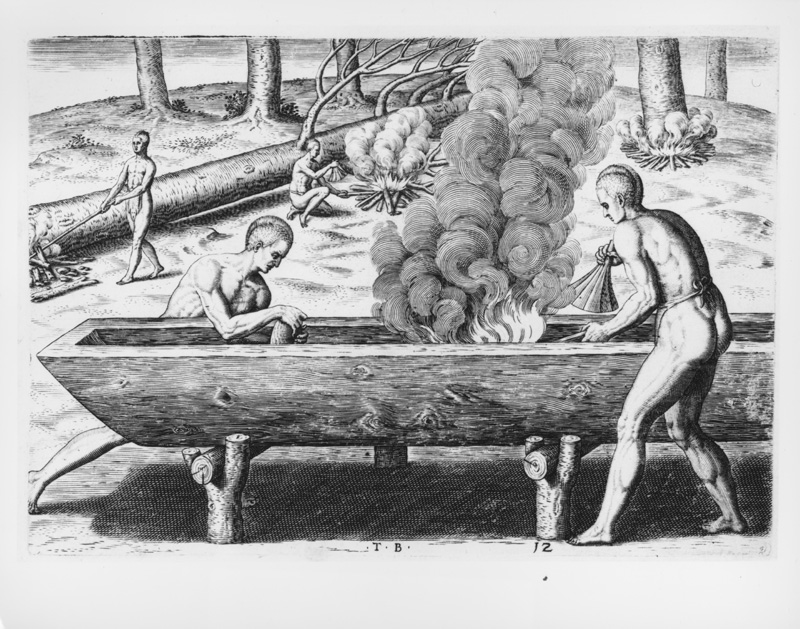
Het uitbranden van een boomstam door Indianen.

De eerste vaartuigen zijn duizenden jaren geleden gebouwd. Afhankelijk van de omstandigheden varieerde de vorm. Daar waar houtsoorten voorkwamen die hard genoeg waren om uitgehold te worden, werden boomstamkano's gemaakt, terwijl huidboten en vlotten in andere gebieden werden gebruikt. Verschillende vroege vaartuigen zijn:
- De huidboot
  - Qoeffa, in gebruik in Mesopotamië.
  - Pelota, in gebruik rond Zuid-Amerika.
  - Coracle, in gebruik rond de Britse Eilanden.
  - Curragh, werd vroeger vooral door Ierse monniken gebruikt voor lange tochten over het noorden van de Atlantische Oceaan.
  - Umiak, in gebruik door de Eskimo's of Inuit.
  - Kajak, een vinding van de Eskimo's of Inuit.
- Het vlot
  - Catamaran, ontstaan bij Tamil Nadu, een uitvinding van de Parava, een Tamil-kaste, zo rond de 5e eeuw.
  - Jangada, gebruikt bij de Braziliaanse kust
  - Balsa, gebruikt aan de westkust van Zuid-Amerika, waargenomen door Bartolomé Ruiz, de belangrijkste loods van Francisco Pizarro.
- De kano
  - Boomstamkano, kwam overal ter wereld voor. In 1955 werd bij Pesse in Drenthe een exemplaar gevonden van circa 7600 v.Chr., de boot van Pesse.
  - Bangka, een type kano met een of meer drijvers langs de zijkant bevestigd aan een of beide zijden van de boot, stamt uit Zuidoost-Azië.

### Vroege geschiedenis
Op rotsschilderingen in een grottenstad van het hoogplateau Tassili n'Ajjer in Algerije zijn de oudst bekende afbeeldingen gevonden van schepen. De tekeningen dateren van circa het 8e millennium v.Chr.. Mogelijk was deze beschaving een voorloper van de 1e Dynastie van het Oude Egypte.
Een aardewerk scheepsmodel uit Eridu uit circa 3400 v.Chr. toont een duidelijk spoor van een mast.
De Kretenzers en andere volken, zoals de Cariërs, de mysterieuze Zeevolken en de Feniciërs maakten al vroeg lange zeereizen.

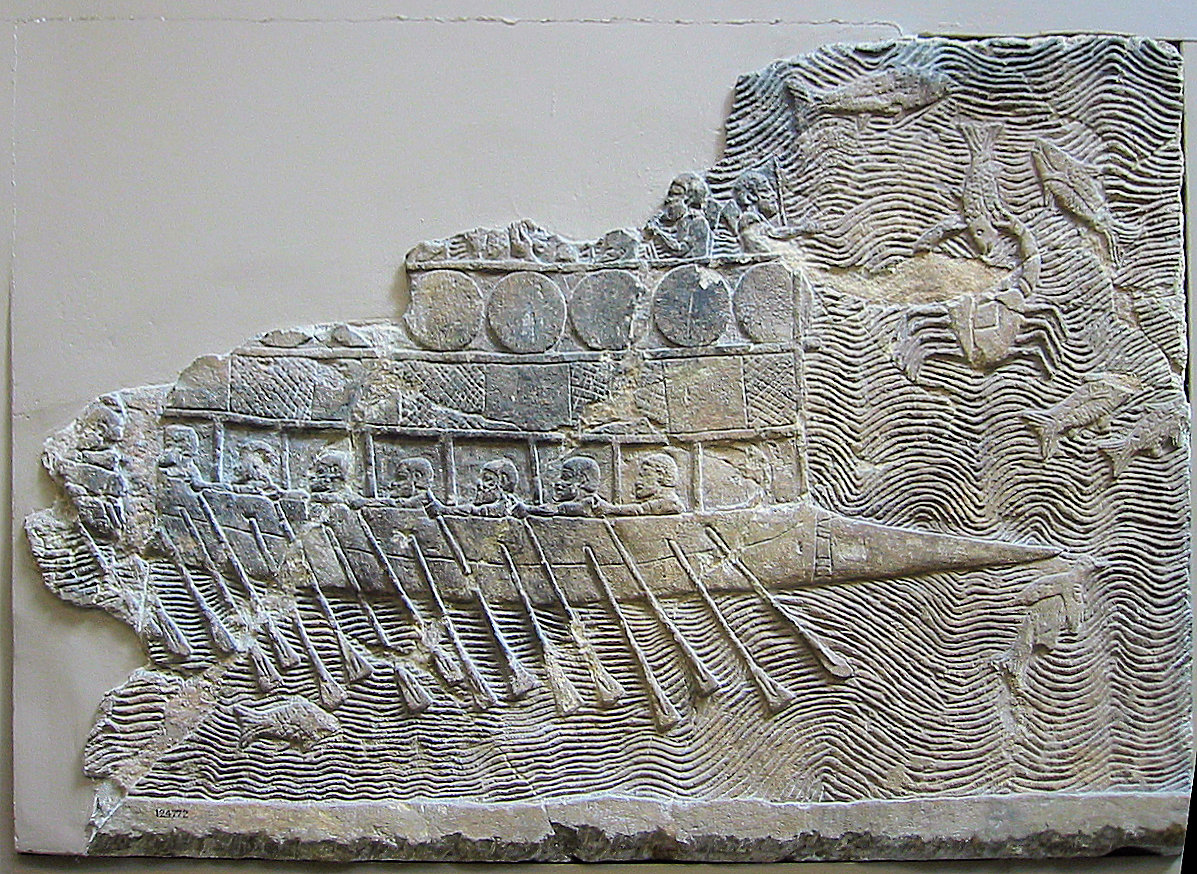
Assyrische bireem met ramsteven, 700 v.Chr.

De eerste galeien waren waarschijnlijk in gebruik vanaf de 30e eeuw v.Chr.. Een bekend type is de penteconter, een galei met vijftig riemen.
De eerste opgetekende zeeslag vond plaats in 1210 v.Chr. toen Suppiluliuma II, koning van de Hettieten, een vloot van de Zeevolken bij Cyprus versloeg en hun schepen op zee verbrandde.
Rond 800 v.Chr. werd de ramsteven geïntroduceerd, wat de manier van oorlogsvoering op zee drastisch veranderde. Tot die tijd enterde men meestal, maar nu kon een snel, manoeuvreerbaar schip een ander schip buiten gevecht stellen door in een zij te rammen.
Rond de 7e of 6e eeuw v.Chr. werd er een extra rij riemen geplaatst aan elk boord, wat resulteerde in de bireem. Al vrij snel daarna werd er nog een rij aan toegevoegd, zodat de trireem ontstond.
Tijdens de Siciliaanse Expeditie van 415 v.Chr. tot 413 v.Chr. bleken de bovenste rijen kwetsbaar voor katapulten en bogen, zodat nieuwere schepen zo gebouwd werden dat alle roeiers beschermd werden.
De katapult werd door Alexander de Grote al intensief gebruikt vanaf schepen tijdens het beleg van Tyrus in 332 v.Chr.. De oorlogen tussen zijn opvolgers, de Diadochen, leidde tot een wapenwedloop. De katapult maakte dat het rammen als wapen veel minder effectief was. Snelheid en manoeuvreerbaarheid werden minder belangrijk en enteren werd weer een belangrijke tactiek. De schepen werden groter en groter om hiervoor meer manschappen aan boord te kunnen nemen.

### Egyptenaren
In circa 4000 v.Chr. werd in Egypte zeil gebruikt voor de voortstuwing. De Egyptische farao Snofroe (4e Dynastie) liet rond 2600 v.Chr. schepen bouwen van 50 meter lang. Daarvan stuurde hij er 40 naar de Libanon om cederhout te halen.
Vanaf de 25e eeuw v.Chr. voeren de Egyptenaren op Poent, waar ze mirre, goud, ivoor en ebbenhout haalden. Hatsjepsoet herstelde in de 15e eeuw v.Chr. de internationale handel die verloren was gegaan in de strijd tegen de Hyksos. Ze beval een reis naar Poent. De expeditie bestond uit vijf boten, elke zeventig meter lang, met aantal zeilen, elk schip had 210 man en in elke boot zaten goederen om te ruilen. De taferelen zijn te zien in de Tempel van Hatsjepsoet in Deir el-Bahari.

### Kreta
De Minoïsche beschaving van Kreta voer vanaf het 3e millennium v.Chr. al naar Cornwall om tin te halen, waarmee brons werd vervaardigd. In de 25e eeuw v.Chr. werden er op Kreta al eisen gesteld aan de maximumbelading.

### Feniciërs

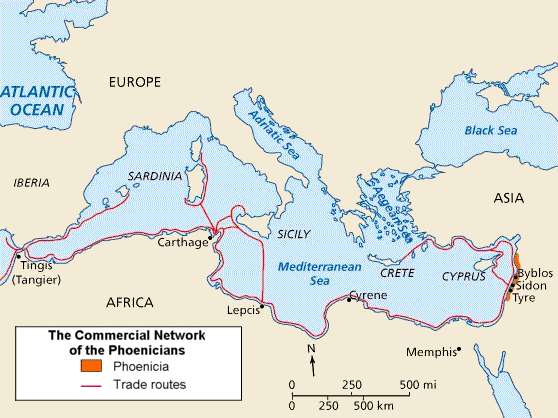
Fenicische steden, handelsposten en handelsrouten.

Nadat het Minoïsche Kreta in verval raakte, werden de Feniciërs de belangrijkste zeevaarders en handelaars van de Middellandse Zee. Hun netwerk bloeide tussen 900 en 550 v.Chr. Vanuit hun havensteden in de Levant stichtten ze overal koloniën. Het waren aanvankelijk kleine, maar permanent bemande handelsposten op verre kusten bedoeld om de handel met de plaatselijke bevolking te vergemakkelijken. Deze posten groeiden op den duur uit tot echte havensteden, die soms niet onderdeden voor Tyrus en Sidon. Vele steden rond de Middellandse Zee kunnen zo bogen op Fenicische wortels. Zo werd Gadir gesticht buiten de Zuilen van Melqart door kolonisten uit Tyrus. De overgeleverde stichtingsdatum van 1104 v.Chr. is zeker twee eeuwen te vroeg. Aan de overkant hadden de Feniciërs Lixus. Vanuit deze havens bedreven ze een regelmatige handel langs de Atlantische kusten van Iberië en Marokko. Ze waren uit op het Iberische zilver, maar ook op tin en murex. In de late zevende en vroege zesde eeuw strekte hun regelmatige handel tot Mogador bij Essaouira. Dit jaarlijks bezochte seizoenskamp groeide niet uit tot een permanente nederzetting.
Herodotus verhaalde van een reis van Feniciërs rond Afrika circa 600 v.Chr. Een vloot zou in opdracht van farao Necho II vanuit de Rode Zee een alternatief hebben gezocht om in de Middellandse Zee te komen. Deze indrukwekkende reis zou drie jaar hebben geduurd. Ze maakten een observatie over de positie van de zon, waaraan Herodotus geen geloof kon hechten: "En zij verhaalden, wat ik niet gelooven kan, doch een ander dan misschien, dat zij bij het omvaren van Libye de zon aan de rechterhand gehad hadden." Met de huidige kennis maakt deze observatie het verhaal net aannemelijker, aangezien het zou aantonen dat de Fenicische vloot ten zuiden van de evenaar is geweest, tweeduizend jaar vóór de Portugezen. Toch wordt betwijfeld of een dergelijke expeditie kan hebben plaatsgevonden, gegeven de korte duur, het gebrek aan geschikte schepen en de moeilijkheid om deze te onderhouden. In elk geval leidde de expeditie niet tot nieuwe handelsroutes in de Indische Oceaan. 
Een ander tot de verbeelding sprekend verslag van een Afrikaanse ontdekkingsreis is dat van Hanno. Deze Carthaagse suffeet voer in de 5e eeuw v.Chr. uit om langs de Atlantische kust van Afrika koloniën te stichten. Waarschijnlijk kwam hij tot aan Kameroen, al is het zeker niet uitgesloten dat hij een volledige rondvaart van Afrika maakte. Dat zou dan in de omgekeerde richting zijn geweest van de eerdere circumnavigatie vermeld door Herodotus. Volgens Plinius de Oudere rondde Hanno de Kaap de Goede Hoop om in Arabië te landen. Deze bewering is ook te vinden bij Arrianos van Nikomedia.
De belangrijkste kolonie van de Feniciërs was Carthago in het huidige Tunesië. Na de verovering van Fenicië door de Perzen omstreeks 500 v.Chr. werd de maritieme en commerciële invloed van Fenicië minder en werd de handelsrol van de Feniciërs in de Middellandse Zee overgenomen door Carthago en de Griekse stadstaten. Carthago was de grote rivaal van de Grieken in het zuiden van Italië en op Sicilië (Magna Graecia), met hier als belangrijkste stad Syracuse. 
De Feniciërs introduceerden de trireem, die overgenomen werd door de Grieken. Later bouwden de Carthageners de quinquereem, waarmee ze een hogere snelheid konden bereiken. Hierdoor vestigden ze hun dominantie.

### Grieken
In de Ilias wordt al gesproken over 1186 schepen waarmee de Grieken rond de 13e eeuw v.Chr. opgetrokken zouden zijn naar Troje. Vanaf de 8e eeuw v.Chr. koloniseerden de Grieken Dalmatia, Zuid-Italië, Sicilië, Massilia en Oost-Spanje.
In september 480 v.Chr. vond een van de belangrijkste slagen in de geschiedenis plaats, de Slag bij Salamis, waarbij de Griekse vloot een veel grotere Perzische vloot versloeg. Een klein jaar later werd de Perzische vloot vernietigd tijdens de Slag bij Mycale. Hierdoor beheersten de Grieken de Middellandse Zee voor korte tijd, tot ze hun positie door interne strubbelingen moesten afstaan aan Rome en Carthago.
De Griek Pytheas van Massalia reisde rond 325 v.Chr. naar Thule.
Hiëro II, de tiran van Syracuse, liet een enorm schip bouwen van zo'n 90 meter lang en een deplacement van 6000 ton. De tewaterlating gebeurde door Archimedes die het dok volpompte met zijn beroemde schroef. De Wet van Archimedes was het begin van de stabiliteitstheorie.
De Pharos van Alexandrië kwam gereed in 283 v.Chr. en was daarmee de eerste vuurtoren ter wereld. Het wordt beschouwd als een van de zeven wereldwonderen van de antieke wereld.

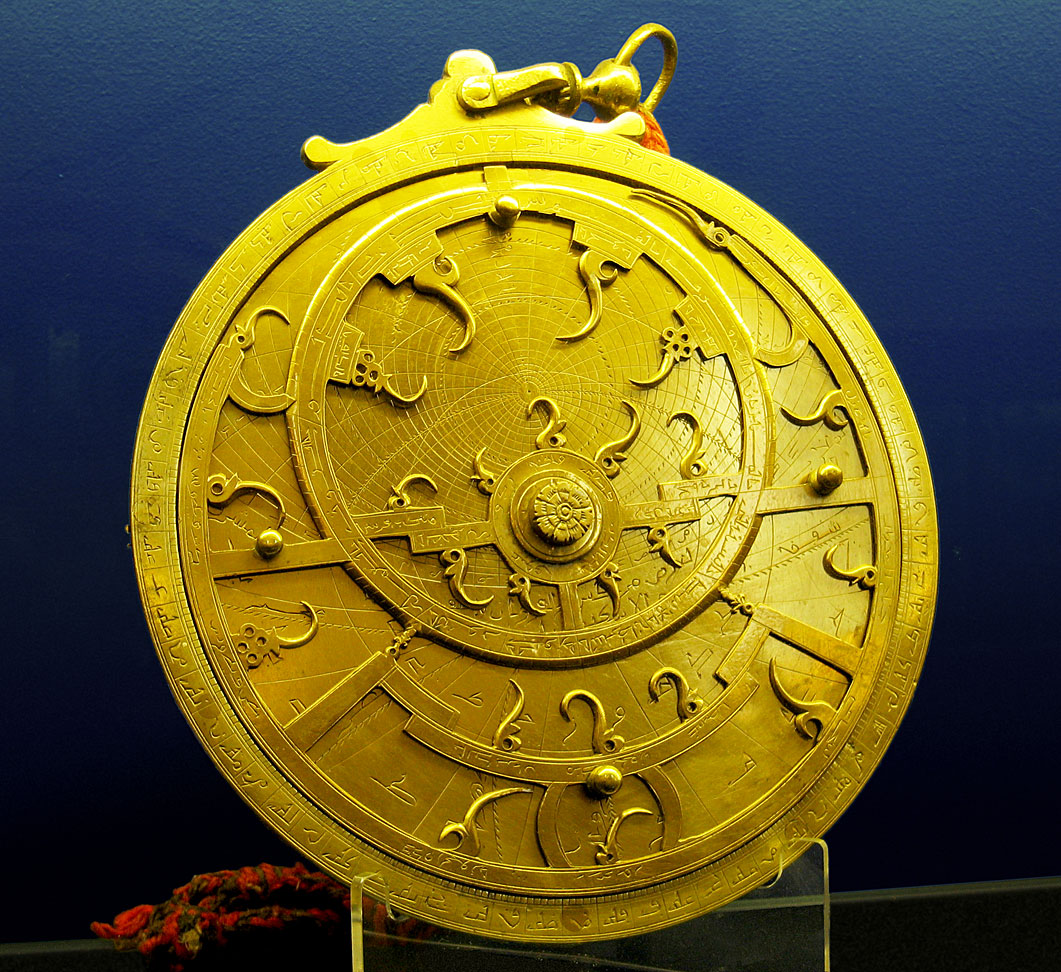
Perzisch astrolabium uit 18e eeuw.

In 127 publiceerde Claudius Ptolemaeus zijn Geographia, een wereldkaart waarop Amerika ontbreekt en Indië te bereiken is door naar het westen te varen. Dit zou meer dan 1300 jaar het wereldbeeld blijven. Ptolemaeus beschreef ook het principe van de stereografische projectie waarop de werking van het astrolabium is gebaseerd. Dit was een belangrijk navigatie-instrument tot het in de 18e eeuw vervangen werd door de sextant.
Het mechanisme van Antikythera werd gebruikt voor navigatie op zee door informatie te geven over de stand van de zon, de maan en de vier toen bekende planeten. Het was gedurende meer dan 1200 jaar het meest complexe navigatie-instrument.

### Romeinen
Het Romeinse antwoord op de snelle quinquereem was de corvus, een enterbrug die ze op hun schepen plaatsten, waardoor beide schepen aan elkaar geklonken werden en ze konden enteren, waardoor een strijd - gelijkwaardig met die op land - kon plaatsvinden, waarbij de Romeinen in het voordeel waren. Tijdens de Slag bij Mylae in 260 v.Chr. konden ze daardoor een beslissende overwinning halen. De suprematie van het vroege Rome over Carthago begon met de overwinning op Hannibal in de Tweede Punische Oorlog.
Het belang van de scheepvaart was enorm voor de twee miljoen inwoners van Rome. Jaarlijks moest er voor hen een half miljoen ton graan worden aangevoerd.
Uit de Periplus van de Erythreïsche Zee (Periplus Maris Erythraei) blijkt hoe ver de Romeinse scheepvaart zich uitstrekte. Deze periplus werd geschreven door een geromaniseerde Alexandrijn in de 1e eeuw v.Chr. en geeft zeilaanwijzingen naar havens aan de Erythreïsche Zee (de Rode Zee, maar ook de Indische Oceaan en de Perzische Golf), telkens vertrekkend vanuit de haven van Berenice. Daarnaast beschrijft de tekst ook de kust van Indië tot aan de Ganges en de Oostkust van Afrika (Azanië genoemd). China (Thinae) wordt als moeilijk te bereiken genoemd.
Met de toenemende handel nam ook de piraterij toe. Hiertoe werd de Lex Gabinia aangenomen, waarmee Pompeius in 67 v.Chr. de beschikking kreeg over 500 schepen en in één zomer de Middellandse Zee van piraten bevrijdde.
In 55 v.Chr. begon Julius Caesar aan zijn invasie van Britannia vanuit Portus Itius (het tegenwoordige Boulogne-sur-Mer), een gebied dat beheerst werd door de Morini en de Menapiërs. Deze invasie verliep weinig succesvol, waarop hij tijdens de winter schepen liet bouwen. Het jaar erop voer hij met een vloot van meer dan 800 schepen opnieuw naar Britannia. Deze keer had hij meer succes, maar moest terugkeren vanwege onrust in Gallië.
Door de Slag bij Actium op 2 september 31 v.Chr. verkregen de Romeinen de heerschappij over Egypte.
Julianus de Afvallige liet in 358 bij de mondingen van de Rijn en Maas 200 schepen herstellen en 400 nieuwe bouwen, waarmee de classis Britannica, de graanhalers op Britannia, weer hersteld werd.

### Chinezen
De Chinezen vonden rond 2600 v.Chr. het kompas uit. In de 1e eeuw werd het stevenroer ontwikkeld in het Chinees keizerrijk. Er is een 2000-jaar oud grafmodel teruggevonden dat al een dergelijk roer draagt. De jonk, een van de meest succesvolle scheepsontwerpen in de geschiedenis, was hiermee uitgerust.

### Polynesiërs

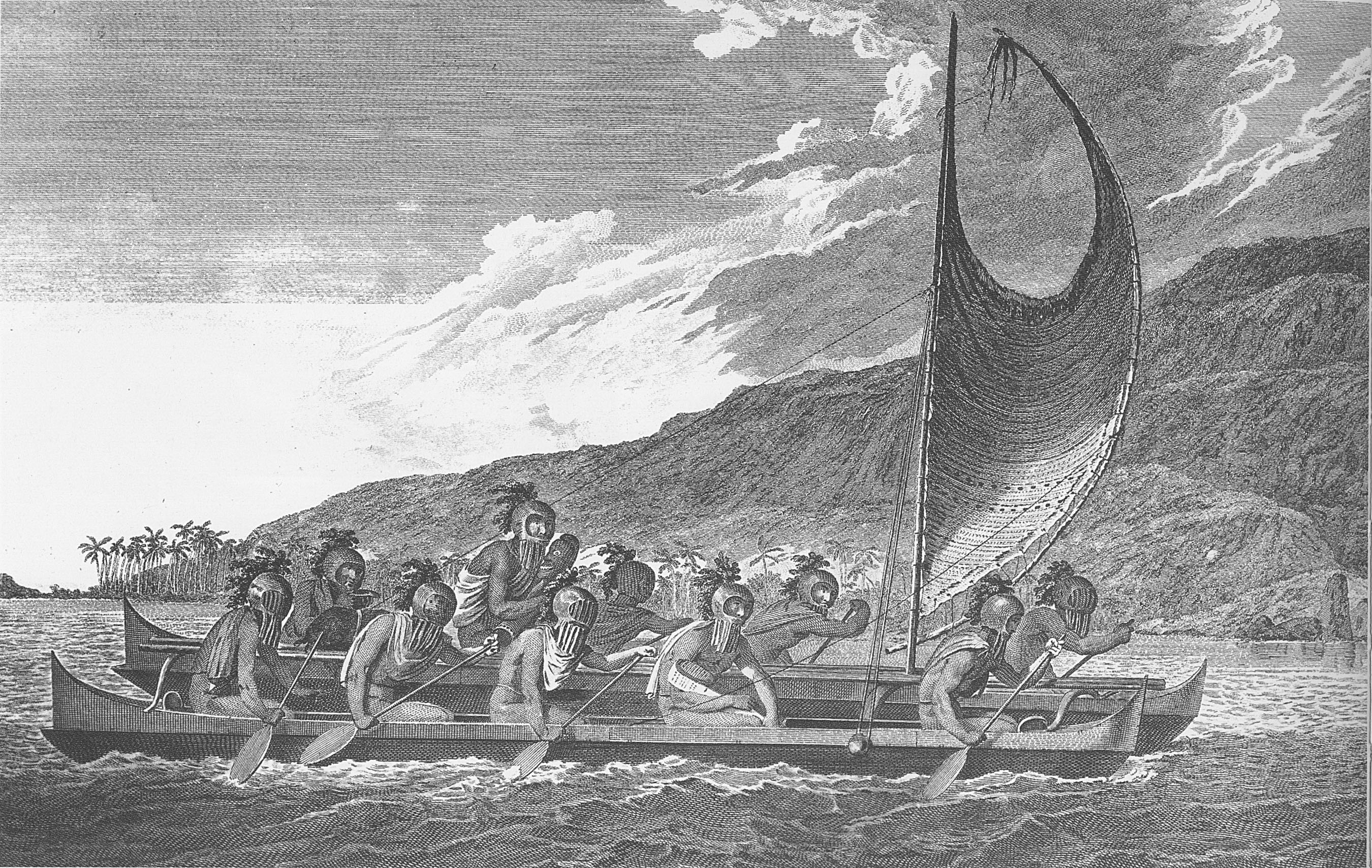
Polynesiërs in een catamaran.

De prestaties van de Polynesiërs op het gebied van de navigatie zijn nauwelijks te overschatten. Met relatief eenvoudige schepen — outriggers of dubbelrompkano's — en zonder kompas of sextant waren zij in staat om grote delen van de Stille Oceaan te bereizen en te koloniseren. In een tijd dat Europese zeevaarders de kust in zicht hielden, gebruikten de Polynesiërs astronavigatie, maar ook de richting van de passaatwinden om de weg te vinden op open zee.

### Vikingen
Door Tacitus werden de Vikingschepen al genoemd in zijn Germania. Opvallend zijn de lengte ten opzichte van de geringe breedte en de lichtheid. De Noormannen gebruikten al een roerblad op hun drakkars, dat bestuurd werd met een helmstok.

## Middeleeuwse scheepvaart
Het ineenstorten van het West-Romeinse Rijk liet de handel en daarmee de scheepvaart in West-Europa sterk teruglopen. Het Byzantijnse Rijk wist zich wel te handhaven in de oostelijke Middellandse Zee. Het westen werd beheerst door de Moren. In de 8e eeuw introduceerden de Arabieren het langsgetuigde Latijnzeil.

### Navigatie
Om de lengtegraad te kunnen berekenen is het nodig om de tijd te bepalen. In de late middeleeuwen werd dit mogelijk met het nocturlabium. Dit instrument werkt alleen 's nachts, aangezien het de hoek meet tussen Polaris en een referentie-ster. Overdag is de tijd te bepalen met een zonnewijzer in combinatie met een kompas.

### Ontdekkingsreizen
Brandaan van Clonfert, een Ierse heilige, zou rond 530 naar Amerika zijn gevaren. Brandaan is echter omgeven met legenden en er is verder geen bewijs. Christoffel Columbus voerde de legende van Sint-Brandaan zelfs aan om zijn bewering dat hij via het westen naar Azië was gevaren kracht bij te zetten.

### Constructie
Op het voor- en achterschip ontstonden steeds hogere constructies zodat boogschutters vijandelijke schepen beter konden bestoken. De schepen in Noord- en West-Europa werden overnaads gebouwd. De karveelbouwwijze, waarbij de planken of delen met de zijkanten stuitend tegen elkaar zijn geplaatst, was al vroeg bekend in China, in het oude Egyptische rijk en bij de Feniciërs. In de middeleeuwen was het algemeen in
het Middellandse Zeegebied en vandaar uit verspreidde deze bouwwijze zich via Zuid-Europa naar het noorden.
In de vroege middeleeuwen was het wel bekend in de noordelijke landen, maar werd alleen toegepast bij de platbodemscheepjes en dan met name alleen nog voor de bodem of kielplanken.
In de 12e eeuw kregen ook Europese schepen een stevenroer.

### Vikingen

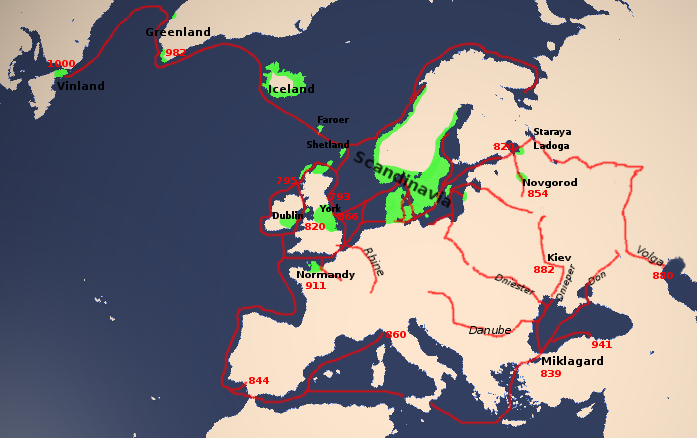
Kolonisatie en tochten van de Vikingen.

De Vikingen begonnen hun rooftochten in 793 met de plundering van het klooster op het eiland Lindisfarne, voor de noordoostelijke kust van Engeland. Deze plotselinge expansiedrift kwam vermoedelijk door overbevolking. Daarnaast was de Friese vloot rond 785 door Karel de Grote vrijwel geheel vernietigd, waardoor de goederenstroom naar Scandinavië plots ophield en deze het zelf kwamen halen.
De Vikingen werden de nieuwe macht op zee. Met hun langschepen beheersten ze de zeeën honderden jaren volledig. Rollo verkreeg Normandië als leengoed van Karel de Eenvoudige in 911, van waaruit zijn afstammeling Willem de Veroveraar Engeland veroverde met 3000 schepen.
De Noorse Vikingen koloniseerden IJsland en Groenland. Rond het jaar 1000 werd zelfs de oostkust van het huidige Canada ontdekt door Leif Eriksson, de zoon van Erik de Rode.
De Vikingen in Zuid-Europa wisten ook onder andere Sicilië te veroveren.
De Zweedse Vikingen, voornamelijk van Gotland, richtten hun aandacht op de Baltische gebieden, maar vooral op Rusland, waar ze belangrijke nederzettingen oprichtten (Novgorod en Kiev). Deze Varjagen gebruikten de Russische rivieren als verkeersaders naar het rijke Constantinopel en het Midden-Oosten.

### Repubbliche marinare
De Repubbliche marinare waren onder andere de stadstaten Amalfi, Pisa, Genua en Venetië als vier belangrijkste. In 603 verklaarde Pisa zich onafhankelijk van het exarchaat Ravenna. Ze concurreerden militair en commercieel met elkaar en beheersten wisselende overzeese gebiedsdelen. Deze Italiaanse maritieme republieken leverden een belangrijke bijdrage aan de kruistochten.
In de middeleeuwen had de republiek Venetië al wetten die vereisten dat schepen niet verder geladen mochten worden dan een markering aangebracht aan de zijkant van een schip. Schepen uit Venetië hadden een kruis, terwijl die uit de Republiek Genua drie horizontale strepen gebruikten.

### Kruistochten
De kruistochten vergden een grote transportvloot. De Eerste Kruistocht vond plaats tussen 1095 en 1099. Venetië en Genua leverden elk 200 galeien en Pisa 120. Ook Barcelona en Marseille droegen veel schepen bij. Op 15 juli 1099 werd Jeruzalem uiteindelijk ingenomen.
De Tweede Kruistocht in 1147 leidde tot het beleg van Lissabon door Vlaamse, Friese, Normandische, Engelse, Schotse en wat Duitse kruisvaarders. Op 24 oktober werden de Moren verslagen en werd Lissabon, na geplunderd te zijn, overgedragen aan koning Alfons. Dit was ook het enige echte succes van deze kruistocht. Doordat het voor koning Lodewijk VII van Frankrijk en koning Koenraad III van het Heilige Roomse Rijk niet mogelijk was over zee te reizen, trokken ze over land richting het Beloofde Land. Onderweg werden ze verslagen door de Seltsjoeken.
De Derde Kruistocht vond plaats tussen 1189 en 1192. In april 1190 verzamelde Richard Leeuwenhart een vloot van 600 schepen uit Engeland, Normandië, Brittannië, Anjou, Poitou en Aquitanië in Dartmouth in Devonshire. Ze veroverden Akko in 1191. Tijdens het beleg van de stad stierf de Vlaamse graaf Filips I van de Elzas op 1 juni 1191. Wegens aanhoudende wrijvingen met Richard Leeuwenhart trok Filips August zich terug. Richard veroverde een deel van de kuststreek dat het koninkrijk Akko zou vormen, maar hij kon Jeruzalem niet op Saladin veroveren. Hij verkreeg van deze laatste wel vrije toegang voor de christenen tot de heilige plaatsen.
Bij de Vierde Kruistocht tussen 1202 en 1204 rustte Venetië een vloot uit van 1.200 schepen met aan boord 4.500 paarden, 9.000 ruiters en paardenknechten en 20.000 man voetvolk. Dat een enkele stad in staat was om een dergelijke onderneming te financieren, laat de rijkdom zien van De Koningin van de Adriatische Zee.

### Engeland
De Engelse zeemacht bestond vanaf 1155 uit schepen van de Cinque Ports. Engeland verslaat bij de Slag bij Sluis in 1340 de tot dan oppermachtige Franse vloot. De Engelse zeemacht werd hierna niet meer betwist tijdens de Honderdjarige Oorlog. Het aantal koopvaarders dat echter bereid was schepen af te staan voor de oorlogsvoering nam af. De daaropvolgende Rozenoorlogen droegen daar nog aan bij.

### Frankrijk
Een van de belangrijkste personen in de scheepvaart van de late middeleeuwen was de Franse koopman Jacques Cœur. Vanuit Montpellier leverden zijn scheepswerven schepen die door de Arabieren werden geaccepteerd. Hij zette met anderen de handel op tussen Frankrijk en de Levant en zorgde er bijna alleen voor dat Marseille de belangrijkste haven werd van de Middellandse Zee. Zijn rijkdom was zo groot dat deze ruim een vijfde deel vormde van de inkomsten van de Franse koning.
Maar Cœurs enorme monopolie veroorzaakte zijn ondergang. Handelend in alles had hij de handel in het land geabsorbeerd en handelaren klaagden dat ze hierdoor geen winst meer konden maken. Hij had geld geleend aan leden van de koninklijke familie, de koning zelf en andere hoge functionarissen. Zijn schuldenaars zaten te azen op zijn ondergang die kwam met de vergiftiging van Agnès Sorel, waar hij ten onrechte van werd beschuldigd.

### Hanze
Ondanks de Vikingen was de handel op de Oostzee niet erg belangrijk. In de 12e eeuw begonnen zich handelsverbanden te vormen. In 1356 werd de Hanze opgericht in Lübeck, de belangrijkste Hanzestad. De kogge, een doorontwikkeling van het Vikingschip, meer specifiek de knarr, was het werkpaard van de Hanze. De invloed van de Hanze groeide naarmate die van de Vikingen minder werd. In 1349 gaf Noorwegen de zeehandel in handen van de Hanze. Met het Verdrag van Stralsund van 24 mei 1370 verkreeg de Hanze een vrije handel in de gehele Oostzee van Denemarken en verkreeg een monopolie op de visexport. Door de opkomst van de Hollanders verloren de Hanzesteden hun dominante positie, hoewel ze een belangrijk aandeel hielden in het vervoer van luxegoederen.

### Lage Landen
In de vroege middeleeuwen was Dorestad een belangrijke doorvoerhaven in Magna Frisia. Door verzanding en plunderingen door de Vikingen verviel deze stad echter.
Brugge werd in de late middeleeuwen de belangrijkste haven en handelscentrum van Noord-Europa. Overigens had Vlaanderen weinig eigen scheepvaart. De meeste schepen in Brugge en de voorhavens Damme en Sluis voeren onder vreemde vlag. De Hanze vestigde een hanzekantoor in Brugge - zie Hanzekantoor van Brugge. Door verzanding van het Zwin verloor Brugge zijn positie aan het einde van de 15e eeuw aan Antwerpen.
Ondanks de Hoekse en Kabeljauwse twisten was er ook in de noordelijke provincies een zekere welvaart in die periode. Hoe sterk Holland en Zeeland waren in die tijd bleek in 1438 toen Filips de Goede zijn consent gaf voor de vergelding van de wrede behandeling door 6 Wendische Hanzesteden. In 1441 zeilde admiraal Hendrik II van Borselen, Monsieur De La Vère, de Elbe en de Wezer op en sleepte een aantal Hanzekoggen weg bij Hamburg en Bremen. Hierop werd de Vrede van Kopenhagen gesloten, waarbij Holland en Zeeland opnieuw vrije doorgang kregen door de Sont.

### Portugal
De Portugezen waren van oudsher gericht op de zee, vooral op de scheepvaart op Engeland. Rond 1300 liet koning Dinis duizenden pijnbomen planten voor de scheepsbouw. Hij liet dokken graven en trok scheepsbouwers aan uit Genua. Hij richtte de Portugese marine op onder leiding van een admiraal uit Genua. Zeevaart en scheepsbouw werden aristocratische beroepen en op de pageschool werd sterrenkunde en navigatie onderwezen.

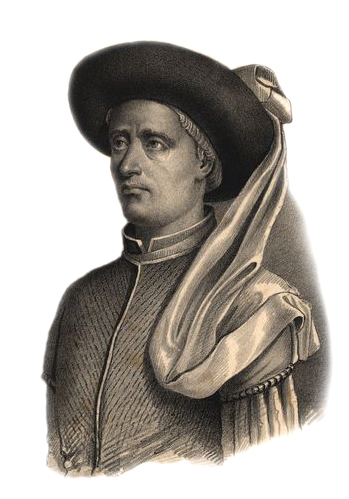
Hendrik de Zeevaarder

Hendrik de Zeevaarder was de grote initiator van het tijdperk van de grote ontdekkingen op instigatie van zijn moeder, Philippa van Lancaster. In 1415 onderscheidden Hendrik en zijn broers zich door de Portugese verovering van Ceuta, een islamitische stad in het noorden van het huidige Marokko. De stad was rijk geworden doordat het het eindpunt van handelskaravanen vanuit West-Afrika was. Na de verovering door de christenen droogde deze bron echter op. Hendrik was van mening dat de Portugezen zelf naar de bronnen van de producten die in Ceuta verhandeld werden moesten varen, om zo de handel in handen te krijgen. Een andere belangrijke aansporing voor hem was het idee van een kruistocht tegen de moslims. Door zuidwaarts te gaan tot voorbij de islamitische gebieden konden de christenen de moslims in de tang nemen. En wellicht zou hij er ook in slagen een verbond te sluiten met Pape Jan, een machtige christelijke priester-koning, waarvan men geloofde dat hij ergens in het binnenland van Afrika regeerde.
Hendrik werd voorzitter van de rijke Orde van Christus en vestigde in Sagres, nabij Kaap St. Vincent, een nautisch centrum, Vila do Infante. Hij liet hier experts op het gebied van navigatie en cartografie samenkomen en bouwde zo aan de opkomst van Portugal als een zeevarende natie. De karveel, zeer zeewaardig, was het meest gebruikte schip.
João Gonçalves Zarco en Tristão Vaz Teixeira herontdekten in 1418 Porto Santo, wat leidde tot Portugese kolonisatie van dit eiland en Madeira. Ook de Azoren werden, ergens in de jaren 30, door leden van Hendriks expedities ontdekt en gekoloniseerd.
Eannes en Afonso Gonçalves Baldaia kwamen in 1435 tot zo'n 200 km voorbij Kaap Bojador, in 1436 bereikte Baldaya Rio de Oro, en kwam tot 20°46' NB. In 1445 bereikte Dinis Dias de Sénégal en Kaap Verde. In 1446 kwam Tristão tot aan de Geba. De Kaapverdische Eilanden werden rond 1455 ontdekt. Ten tijde van Hendriks dood in 1460 was, voor zover bekend, het verst bereikte punt Kaap Palmas bereikt door Diogo Gomes in 1458.
In 1470 werd de evenaar bereikt. Diogo Cão ontdekte in 1483 de monding van de Kongo en voer door tot ongeveer 13° ZB. Later zou hij tot Kaap Kruis, bijna 22° ZB, komen. Bartolomeus Diaz bezocht de monding van de Kongostroom, en zeilde verder zuidwaarts naar Namibië. Hij volgde de kust van Zuid-Afrika verder tot aan de Grote Visrivier. Op de terugweg in 1488 zag hij de Kaap de Goede Hoop. In 1497 voltooide Vasco da Gama de reis rond Afrika met de eerste zeereis van Europa naar India.
Zo leerden de Portugezen de winden en zeestromen te gebruiken door vanuit West-Afrika eerst naar het westen te varen, daarna naar het noorden en van daaruit terug, volta do mar genoemd.

### China

Chinese jonk uit de 13e eeuw ten tijde van de Song-dynastie.

In 1274 en 1281 werd Japan aangevallen door de Mongolen onder leiding van Koeblai Khan, maar beide keren kwam een zware tyfoon de Japanners te hulp.
De Khan wilde al in 1268 ten strijde trekken, maar het Mongoolse Rijk bleek rond die tijd niet in staat een groot genoeg leger of marine te onderhouden. Hij stuurde een leger naar Korea in 1273, als vooruitgeschoven post, maar dit was niet in staat zichzelf te onderhouden van het Koreaanse land en moest terugkeren naar China voor bevoorrading.
Uiteindelijk voer in 1274 de Mongoolse vloot uit met zo'n 15.000 Mongoolse en Chinese soldaten en 8.000 Koreaanse krijgers, in 300 grote schepen en 400 tot 500 kleinere schepen. Ze veroverden de eilanden Tsushima en Iki en landen op 19 november in de Baai van Hakata, vlak bij Dazaifu, de oude hoofdstad van Kyushu. De dag daarop vond de Slag bij Bun'ei plaats. De Mongolen hadden superieure wapens en tactieken waarmee de samoerai niet bekend waren. Hierdoor en doordat de Japanners niet in staat waren om leiding te geven aan zo'n grote troepenmacht (geheel Kyushu was gemobiliseerd), boekten de Mongolen aanvankelijk veel vooruitgang. Door zware verliezen, gebrek aan proviandering en rebellie onder de Koreaanse en Chinese hulptroepen die het grootste deel uitmaakten van het leger, kwam de invasie tot een snel einde; volgens sommige bronnen was een storm die een groot deel van de Mongoolse vloot vernietigde de genadeklap.
In 1275 begonnen de Bakufu zich voor te bereiden op de verwachte tweede invasie. Naast een verbeterde organisatie van de samoerai van Kyushu, lieten ze forten en andere verdedigingswerken bouwen op potentiële landingsplaatsen, waaronder Hakata.

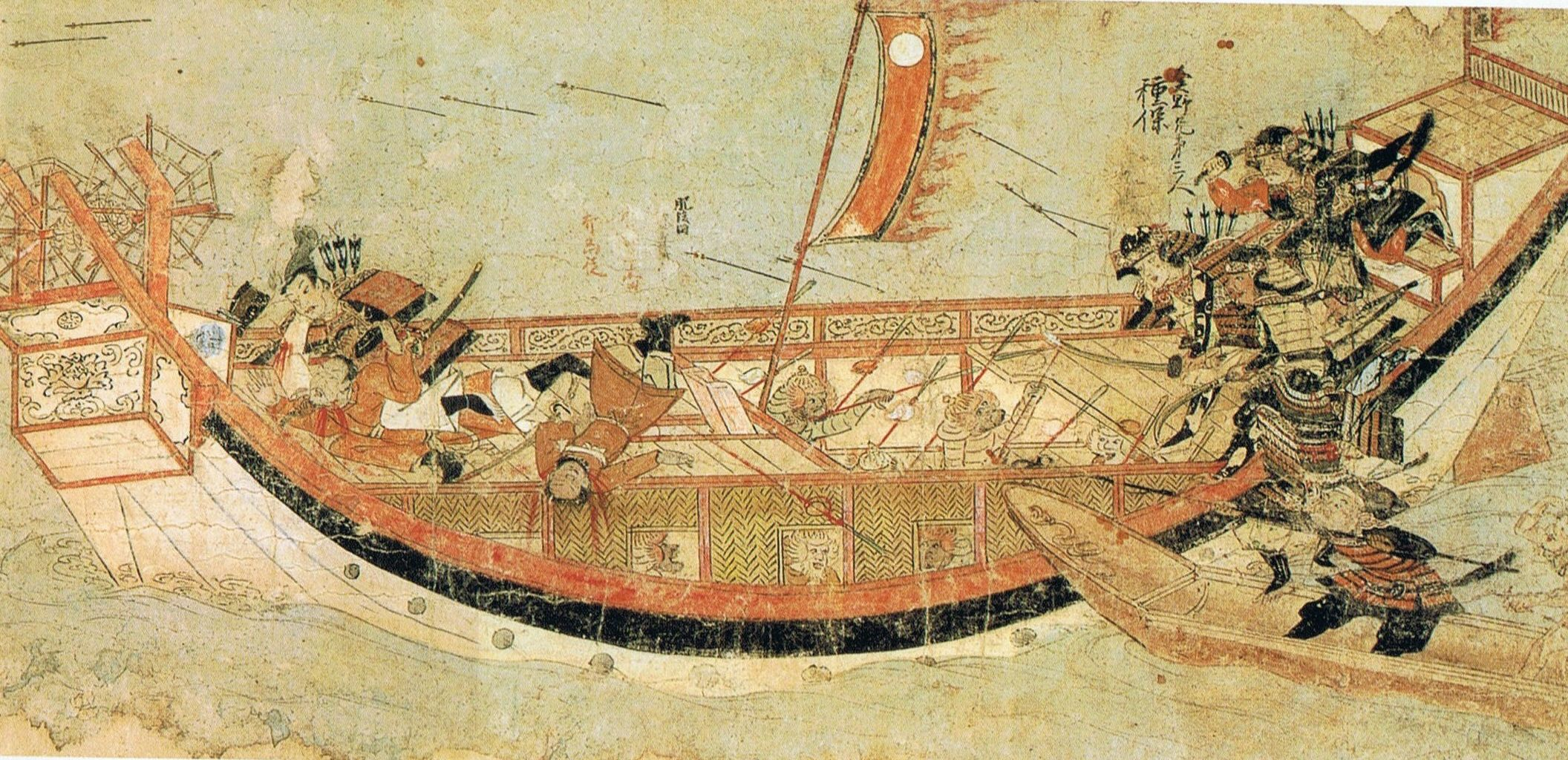
Japanse samoerai enteren Mongoolse schepen in 1281. Moko Shurai Ekotoba, circa 1293.

In de lente van 1281 werd de Chinese vloot van de Mongolen vertraagd door moeilijkheden in de proviandering en het bemannen van de grote vloot. De Koreaanse vloot voer uit, maar leed zware verliezen bij Tsushima en keerde terug. In de zomer veroverde de Koreaans-Chinese vloot Iki-shima en landde op verschillende plaatsen op Kyushu. In een aantal verschillende schermutselingen, gezamenlijk bekend als de Slag bij Koan, werden de Mongolen teruggedreven naar hun schepen. Het Japanse leger was wederom zwaar in de minderheid, maar door de verdedigingswerken langs de kust waren ze in staat om de aanvallen terug te slaan. De kamikaze (goddelijke wind), een enorme tyfoon, hield twee dagen aan bij de kust van Kyushu en vernielde een groot deel van de Mongoolse vloot. Uit onderzoek van de in 1981 gevonden restanten van de vloot uit 1281, blijkt echter dat de schepen slordig en haastig waren gebouwd en dat er slecht hout was gebruikt, soms zelfs tweedehands hout. De schepen werden bovendien gemaakt in het "ingenomen" China. Door het onhaalbare aantal schepen dat in een heel korte tijd gemaakt moesten worden, hebben ze veel rivierschepen gebruikt zonder een diepe zeeboeg, waardoor ze erg kwetsbaar waren in de storm.
Door de invasies waren het Kamakura shogunaat en de Goryeo dynastie verzwakt, waardoor de aanvallen van Wokou-piraten van de Riukiu-eilanden op de Chinese kust toenamen.

## De Grote Zeilvaart
Op 12 oktober 1492 ontdekte Christoffel Columbus Amerika. Het wordt wel beschouwd als het einde van de middeleeuwen. De anderhalve eeuw na Columbus is van immens belang geweest op het gebied van navigatie, geografie en economie. Tijdens de Renaissance werd veel kennis van de oudheid opnieuw bekend in Europa, waaronder de wiskunde. Door Simon Stevin werd de Wet van Archimedes opnieuw ontdekt.

### Navigatie
De Jakobsstaf, een astronomisch meetinstrument, werd uitgevonden door Gersonides of Purbachius. Metius maakte zijn eigen versie van de Jakobsstaf en Gemma Frisius maakte een verbeterde versie. Rond 1730 vonden John Hadley en Thomas Godfrey vrijwel gelijktijdig de sextant uit. Deze verving vanwege zijn grotere nauwkeurigheid al snel de Jakobsstaf en het astrolabium. Desondanks liet de nauwkeurigheid van de plaatsbepaling te wensen over, aangezien de lengtegraad niet eenvoudig te bepalen was. Veel schepen gingen hierdoor verloren. In 1714 werd daarom door de Britse overheid de longitude prize ingesteld voor degene die de lengtegraad met voldoende nauwkeurigheid kon vaststellen. De oplossing was door Frisius al voorgedragen; het bepalen van de exacte tijd. Het probleem van een nauwkeurige tijdmeting op zee werd opgelost door John Harrison, die na vele moeizame jaren een chronometer bouwde die aan de specificaties voldeed.

### Ontdekkingsreizen
Amerika was al eerder door de Noormannen ontdekt, maar de reis van Columbus toonde aan wat men in de klassieke oudheid al wist; dat de aarde een bol is. Het was het begin van een periode waarin Europese schepen de aarde omcirkelden op zoek naar nieuwe handelsrouten. Van groot belang hiervoor was de ontwikkeling van eerst de karveel en later de kraak, de eerste schepen die zeewaardig genoeg waren voor de lange en zware reis over de Atlantische Oceaan.
Met de vorming van de Portugese en Spaanse koloniën groeide de wereldhandel met een enorm tempo. Hiervoor waren grotere en snellere schepen nodig. Om sneller te kunnen zeilen moest de Tuigage hoger worden, waarmee de periode van de Grote Zeilvaart aanbrak.

### Constructie
Tot die tijd werden schepen geroeid of hadden één razeil. Met de uitvinding van de scheepsrust kreeg de verstaging meer spreiding, waardoor de tuigage hoger kon worden.
Door Columbus werd al gebruikgemaakt van een klein marszeil boven het grootzeil. Voor oceaanreizen werd gebruikgemaakt van vierkante tuigage. Langsscheepse tuigage werd niet geschikt geacht voor grote reizen. In de 16e eeuw werd de mast verlengd met de steng. Rond 1570 werd deze strijkbaar gemaakt, zodat de wind minder vat had op het schip in een storm. Vervolgens werd aan de bramsteng het bramzeil geplaatst. Rond 1600 kregen de schepen drie masten; de fokkemast, de grote mast en de kruismast of bezaanmast, het zogenaamde volschip.
De schepen verloren in deze periode de kasteelvormige constructies op de bak - nodig om andere schepen te kunnen enteren - door de introductie van het kanon op schepen, waardoor de noodzaak tot enteren verminderde. Dit is duidelijk te zien bij het galjoen, een doorontwikkeling van de kraak.

### Slavenhandel

Trans-Atlantische slaventransport.

Een zwarte bladzijde in deze periode is de trans-Atlantische slavenhandel. Deze begon in de late 15e eeuw en duurde tot in de 19e eeuw. Minstens 10 miljoen slaven werden door de Britten, Spanjaarden, Portugezen, Nederlanders (voornamelijk door de WIC), Fransen en Denen naar Amerika getransporteerd. Het aantal Afrikanen dat door de slavenhandel getroffen werd, lag nog veel hoger, aangezien de erbarmelijke omstandigheden voor en tijdens de reis ervoor zorgden dat velen overleden voordat ze in Amerika aankwamen. Getallen variëren tussen de 40 en 100 miljoen, waarbij ook de Arabische slavenhandel wordt meegerekend.

### Portugal
Portugal koloniseerde Brazilië en delen van Afrika, langs de route naar Azië. Ze vestigden handelsposten in onder andere India, Malakka en de Molukken. De cartografie verbeterde enorm bij de Portugezen. Pedro Reinel maakte de eerste Portugese zeekaart. Hierop stond West-Europa en een deel van Afrika afgebeeld. De kennis van de routen naar Azië werd angstvallig geheimgehouden. Desondanks kwam de Cantino planisfeer met daarop Brazilië afgebeeld in Italië terecht. Deze kaart was van grote invloed op de wereldkaart van Martin Waldseemüller, de Universalis Cosmographia, waarin deze de Nieuwe Wereld Amerika noemt naar Amerigo Vespucci.

### Spanje
De Portugees Fernão de Magalhães vertrok in Spaanse dienst vanuit Sanlucar de Barrameda op 20 september 1519 op zoek naar een westelijke route naar de Molukken, aangezien de Portugezen de oostelijke route beheersten. Dit zou de eerste expeditie worden waarbij de gehele aarde werd rondgevaren.
Door de conquistadores werden grote delen van Amerika veroverd, zoals Mexico door Hernán Cortés (1519-1524) en Peru door Francisco Pizarro (1531-1534). Vasco Núñez de Balboa bereikte in 1513 als eerste de Grote Oceaan vanuit het westen als hij de landengte van Panama oversteekt.
Het goud van indianenstammen, zoals de Muisca, de Azteken en de Inca's zorgde voor een snel groeiende wereldhandel. De goudvoorraad nam zo snel toe dat er een depreciatie plaatsvond tussen 1502 en 1550 waarbij de waarde van het goud afnam tot 10%. Dit droeg bij aan de prijsrevolutie.

### Ottomaanse Rijk
Met de opkomst van het Ottomaanse Rijk vanaf de 12e eeuw nam ook hun invloed in de Middellandse Zee toe. De Val van Constantinopel in 1453 was hierbij een belangrijk keerpunt. De daaropvolgende eeuw zou het Rijk zijn invloed uitbreiden in Arabië en Zuidoost-Europa. Door de veroveringen van sultan Selim I werd toegang verkregen tot de Rode Zee. Onder Süleyman I werd Bagdad in 1534 veroverd, waardoor de toegang tot de Perzische Golf werd verkregen.
Door admiraal Khair ad Din (eigenlijke naam Khidr) - aanvankelijk samen met zijn broer Aruj een Barbarijse zeerover - werd de Ottomaanse macht in de Middellandse Zee gevestigd. In 1516 slaagde Aruj erin zich meester te maken van Algiers en Tlemcen. In 1518 sneuvelde hij echter bij een poging Tlemcen te heroveren op de Spanjaarden. Khidr, die tot dan toe had gefungeerd als onderbevelhebber van zijn broer, nam diens functie als opperbevelhebber over en nam tevens de naam Khair ad Din aan. De bijnaam Barbarossa van zijn broer werd later eveneens op hem overgedragen. Uit vrees dat hij zijn bezittingen zou verliezen aan de Spanjaarden stuurde hij een gezantschap naar de Ottomaanse sultan, Süleyman I, en erkende hem als zijn heer. In ruil hiervoor verleende de sultan hem de titel beylerbey en ontving hij militaire versterkingen. Algiers werd nu uitgebouwd tot een belangrijk bolwerk van piraterij in het Middellandse Zeegebied.
In 1533 werd Barbarossa naar Constantinopel ontboden door sultan Süleyman I, omdat deze verontrust was door de activiteiten van de Genuese admiraal Andrea Doria in het oostelijke Middellandse Zeegebied. Barbarossa werd benoemd tot grootadmiraal (kapudan paşa) en belast met de bouw van een oorlogsvloot. In de zomer van 1534 zette Barbarossa met deze vloot koers naar Tunis. Op het naderen van de Turkse vloot vluchtte de sultan van Tunis, Muley Hassan, en Tunis werd ingelijfd bij het Ottomaanse Rijk.
Door het bezit van Tunis namen de Turken nu een strategische positie in op de scheiding tussen de westelijke en de oostelijke helft van de Middellandse Zee. Als reactie op deze dreiging organiseerde keizer Karel V een grootschalige expeditie met het doel Tunis in te nemen. De vloot stond onder bevel van Andrea Doria. De expeditie slaagde in zijn opzet en een groot deel van Barbarossa's vloot viel in handen van de aanvallers. Barbarossa zelf slaagde er echter in te ontkomen en met een ander deel van zijn vloot, dat hij uit voorzorg had gestationeerd in Bône, deed hij vervolgens een aanval op de Balearen, waarbij onder andere Mahón, de hoofdstad van Minorca werd geplunderd. De verovering van Tunis door Karel V miste aldus zijn doel, want Barbarossa's macht ter zee bleef onaangetast.
In 1537 vertrok Barbarossa met een nieuwe vloot uit Constantinopel, nu met het doel Italië aan te vallen. Het plan voorzag in een gelijktijdige aanval door een Ottomaanse troepenmacht vanuit Albanië en een Franse aanval vanuit Marseille. De aanval lukte slechts gedeeltelijk, omdat de Fransen hun beloften niet nakwamen en de landmacht niet kwam opdagen. Barbarossa verlegde zijn operaties daarop naar de Griekse eilanden in de Ionische Zee. Hij slaagde er niet in Korfoe in te nemen, maar grootschalige aanvallen en plunderingen dwongen de eilanden in te stemmen met zware jaarlijkse schattingen.
Het was nu duidelijk dat de Ottomaanse macht ter zee een ernstige dreiging begon te vormen. Dit besef leidde tot een bondgenootschap tussen Karel V, de paus en de republiek Venetië. In 1538 verzamelde zich een grote vloot van circa 200 schepen en 60.000 man onder Andrea Doria bij Korfoe. De daaropvolgende slag bij Preveza werd een overwinning voor Barbarossa. Voor Barbarossa was de weg nu vrij voor een doorbraak naar het westen. In 1540 deed hij vanuit Algiers een aanval op Gibraltar. Een tegenaanval door Karel V op Algiers in 1541 werd een mislukking. In 1543 werd Nice veroverd in samenwerking met de Fransen. De Fransen verkregen een speciale handelsrelatie met het Ottomaanse Rijk.
In deze periode spande het Ottomaanse Rijk samen met Frankrijk, Engeland en Holland tegen Habsburg Spanje, Italië en Habsburg Oostenrijk.
De slag bij Djerba in 1560 versterkte de Ottomaanse macht in de Middellandse Zee. Pas met de slag bij Lepanto van 1571, een van de grootste zeeslagen in de geschiedenis, werd de toenemende dominantie van het Ottomaanse Rijk tot staan gebracht.
Doordat zij alle landen in het oostelijke Middellandse Zeegebied verenigden, verkregen de Turken een monopolie op de handel tussen Europa en Azië. De Venetiaanse handelaren die voorheen via de Levant handel voerden met India en China kregen daardoor hoge prijzen opgelegd op handelswaar zoals peper. De specerijen werden letterlijk peperduur. Dit leidde tot het zoeken naar alternatieve routen over zee naar de Indische specerijengebieden en andere grote ontdekkingsreizen waardoor Amerika werd ontdekt. De handel verschoof daardoor van Venetië en Genua eerst naar Lissabon en later naar Amsterdam en Londen. Het Ottomaanse Rijk kwam daarmee buiten de handelsrouten te liggen, hoewel het nog wel de Venetiaanse kolonies Cyprus (1571) en Kreta (1669) veroverde. De kolonisatie van andere delen van de wereld leidde uiteindelijk tot het einde van de macht van de Ottomanen in Europa.

#### Barbarijse zeerovers
De Barbarijse zeerovers bleven een plaag tot in 1816 er effectief een einde aan werd gemaakt. De Britse Royal Navy, bijgestaan door zes Nederlandse schepen, vernielde toen de haven van Algiers en de vloot van piratenschepen. Kort daarna werd het gebied door Frankrijk bezet. Tientallen van deze piraten waren van oorsprong Nederlanders. Drie voorbeelden zijn: Suleyman Reis, De Veenboer, die in 1617 admiraal van de Algerijnse kapersvloot werd, en zijn rechterhand Murad Reis, geboren Jan Janszoon van Haarlem. Beiden werkten voor de beruchte zeerover Simon de Danser, die een paleis bezat. Ook Claes Compaen was een zeerover die in Marokko kwam. Tijdens de Tachtigjarige Oorlog dienden de Barbarijse zeerovers soms als bondgenoten van de Republiek der Zeven Verenigde Nederlanden tegen Spanje en Portugal, beide koninkrijken onder Habsburgs bewind.

### Republiek der Zeven Verenigde Nederlanden

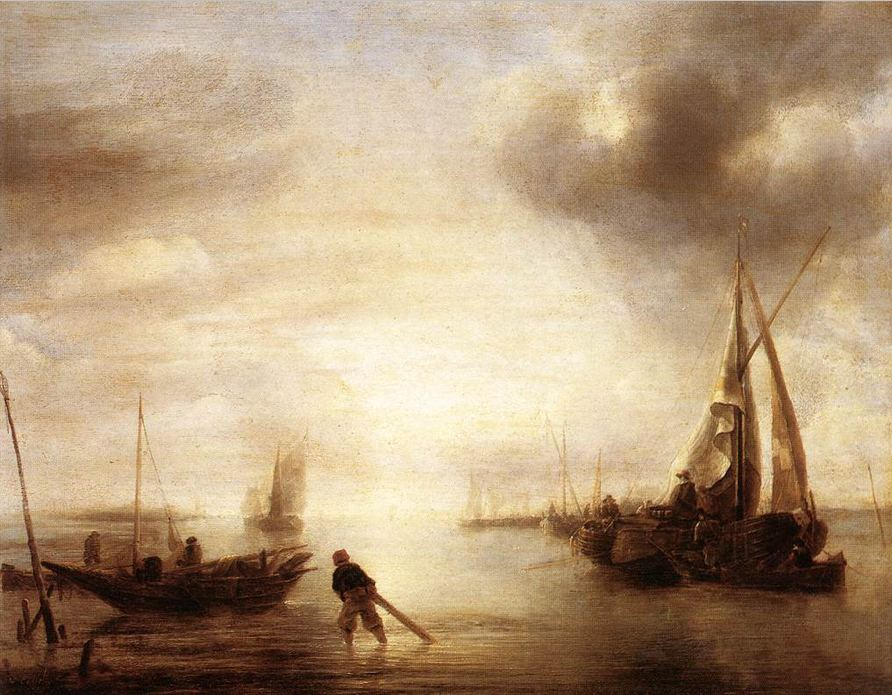
Jan van de Cappelle.

Door de Hoekse en Kabeljauwse twisten hadden veel Hollandse steden aan het einde van de 15e eeuw bijna al hun schepen verloren. Keizer Karel V zorgde vanaf de jaren 40 van de 16e eeuw voor stabilisatie in de Nederlanden, zodat de handel en de scheepvaart al snel op het oude niveau lag. Antwerpen bloeide op en werd de grootste stapelplaats van Europa tot het na de inname door de Spanjaarden in 1585 wegkwijnde vanwege de maritieme blokkade door de Nederlandse Republiek. Mede hierdoor trokken veel Vlaamse en Brabantse kooplieden en geleerden naar de noordelijke provincies met hun kapitaal, hun handelsrelaties en hun kennis.
In 1507 publiceerde Johannes Ruysch een kaart van de hele wereld, Universailor Cogniti Orbis Tabula Ex Recentibus Confecta Observationibus. Deze kaart werd veelvuldig gekopieerd en had daardoor meer invloed dan de Contarini-Rosselli kaart en de wereldkaart van Martin Waldseemüller. Met Nova et Aucta Orbis Terrae Descriptio ad Usum Navigatium Emendate, de wereldkaart van Mercator uit 1569, werd de mercatorprojectie bekend, van groot belang voor de scheepvaart, omdat een lijn van constante kompaskoers op de kaart een rechte lijn is.
In de eerste jaren van de Tachtigjarige Oorlog waren de watergeuzen van groot belang. De Inname van Den Briel in 1572 was het eigenlijke begin van de opstand tegen Filips II. Een ander belangrijk wapenfeit was de overwinning in de Slag op de Zuiderzee in 1573.

#### Moedernegotie
De handel met de Oostzee bleef zeer belangrijk. De dominantie van de Hollanders kwam doordat ze zich richtten op het massavervoer, terwijl de Hanze zich richtte op luxegoederen. Hierbij werd graan beschouwd als de moedernegotie; de basis voor de Gouden Eeuw. Na de Vrede van Spiers van 1544 erkennen Lübeck - de machtigste Hanzestad - en het Wendische Verbond hun nederlaag, waarmee de Oostzee open is voor de Hollanders. Volgens de lijsten van de Sonttol voer rond 1600 zo'n 50% van alle schepen die de Sont passeerden onder Nederlandse vlag. Vanaf 1615 was zelfs vrijwel alle handel op Rusland in Nederlandse handen.
Naast de graanhandel was de houthandel op de Oostzee van groot belang voor de Republiek. Het eikenhout uit dat gebied was van groot belang voor de scheepsbouw. Ook van groot belang was de haringvangst, de Grote Visserij.
Cornelis Corneliszoon werd op 15 december 1593 een octrooi voor de houtzaagmolen verleend, voor de krukas gebeurde dit op 6 december 1597. De uitvinding van Corneliszoon werd later verbeterd tot een geïntegreerde constructie, de zogenaamde paltrok houtzaagmolen. Dit type houtzaagmolen is van groot belang geweest voor het bouwen van de schepen van zowel de VOC als de WIC. De uitvinding heeft in belangrijke mate bijgedragen aan de economische opbloei van de Republiek der Zeven Verenigde Nederlanden in de 17e eeuw. De Zaanstreek werd het grootste scheepsbouwcentrum ter wereld.

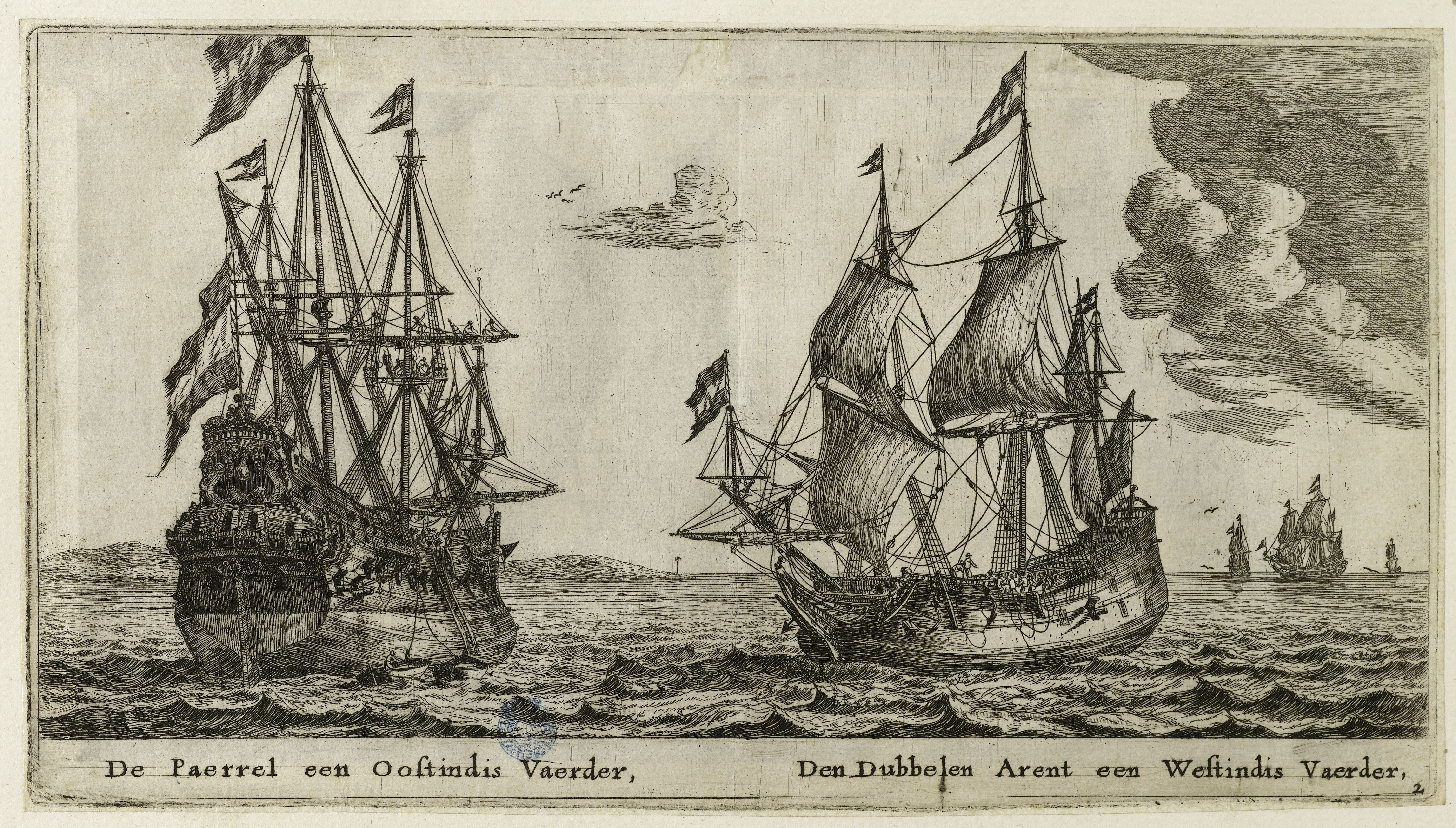
De Paerrel een Oostindies Vaerder, Den Dubbelen Arent een Westindis Vaerder (Reinier Nooms, ca. 1650)

Het eerste fluitschip zou in 1595 in Hoorn zijn gebouwd. Kenmerkend was een invallend bovenboord, dat het schip zijn peervorm gaf. Voor die vorm was een belangrijke economische reden: de hoogte van de Sonttol hing af van de breedte van het dek. Vandaar het smalle dek boven het brede ruim, waardoor een maximale lading tegen een minimale tol kon worden vervoerd. Deze manier om tol te berekenen bleef tot 1669 in gebruik. Schepen die daarna werden gebouwd kregen een breder dek.
De fluit was bijzonder geschikt voor de handelsvaart in Europa door het beperkte aantal bemanningsleden dat nodig was om het te zeilen (ongeveer 12) en de geringe diepgang. Het schip werd dan ook een van de belangrijkste scheepstypen voor de Nederlandse internationale scheepvaart. Fluiten bleven klein, tot circa 400 ton.
Andere schepen waren het spiegelretourschip, van 500 tot 1000 ton, pinassen, fregatten, pinken, jachten, hoekers, galjoten, hekboten, katschepen, pakketboten en brigantijnen.

#### De Oost
Met de publicatie van Reys-Gheschrift van de navigatien der Portugaloysers in Orienten door Jan Huygen van Linschoten in 1595 werd het mogelijk het monopolie van de Portugese handel op de Oost te doorbreken. De Compagnie van Verre rustte een expeditie van zwaarbewapende schepen uit onder leiding van Cornelis de Houtman. Toen deze behouden terugkeerden, werden al gauw een groot aantal expedities vanuit Nederland naar Indië gestuurd. In een tijdsbestek van 7 jaar werden 12 verschillende compagnieën opgericht. Om aan deze onderlinge concurrentie een einde te maken, lieten de Staten-Generaal in 1602 op initiatief van Johan van Oldenbarnevelt deze compagnieën opgaan in één compagnie, de Vereenigde Oostindische Compagnie. Het is het begin van de Nederlandse ontdekkingsreizen.
De Portugees-Nederlandse Oorlog van 1588 tot 1654 werd gevoerd op initiatief van de Nederlanders. Het was een ondermijning van het Portugese Rijk en het resultaat was de opbouw van de Nederlandse koloniën. Daarbij kwam dat Portugal sinds de Slag bij Alcântara in 1580 bij Spanje was gevoegd, waarmee Nederland in oorlog verkeerde.
In 1596 vertrok Willem Barentsz op zijn derde, meest beroemde reis in een poging de Noordoostelijke Doorvaart te vinden. In 1619 sloot tsaar Alexis van Rusland echter de Mangazeja-zeeweg af, uit angst voor Nederlandse en Engelse invloed in Siberië.

#### De West
Een opmerkelijk feit, gezien de vooraanstaande positie van de Nederlanden in de handel en scheepvaart binnen Europa, was de grote afwezigheid van deze natie in het Atlantische gebied. Pas aan het einde van de 16e eeuw begon Nederland deel te nemen aan deze handel. Een van de oorzaken hiervan waren de beperkingen die Filips II oplegde aan de handel van de Lage Landen binnen Europa. Een andere reden was dat de handel binnen Europa zijn verzadigingspunt had bereikt en dat men verder moest kijken om uitbreiding te realiseren. Daarnaast was een belangrijke impuls in die tijd de immigratie van vele handelaren, geleerden en ambachtslieden uit het door Filips II in 1585 veroverde en geplunderde Antwerpen. Dit zorgde voor een grote toename van kennis en kapitaal nodig voor expedities naar verre oorden in het Atlantische gebied. Een van de geleerden die zich in Amsterdam vestigden in die tijd was Petrus Plancius, een Vlaamse predikant die zich tevens bezighield met het maken van kaarten, globes en zeevaartkundige instrumenten.

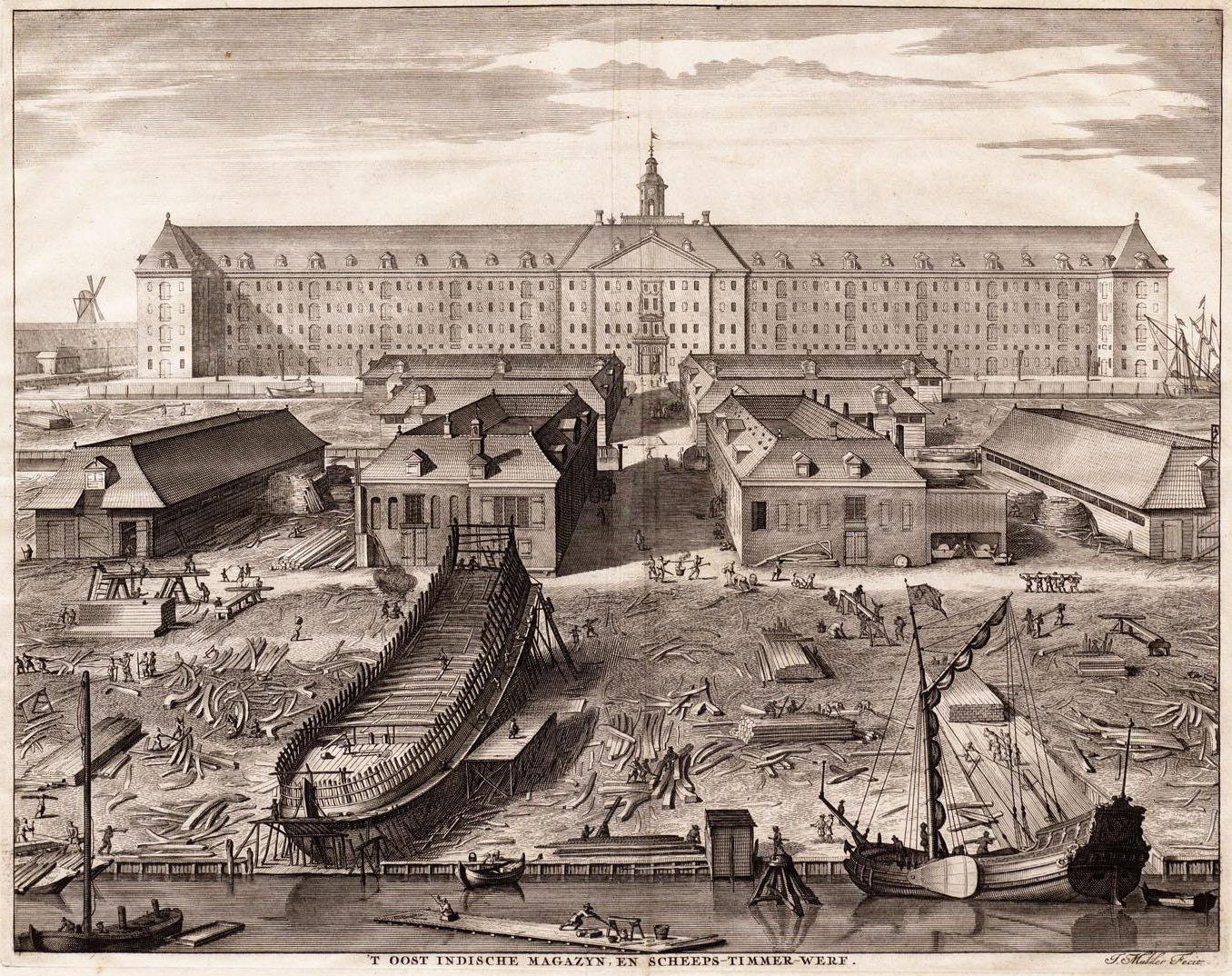
Het scheepswerfterrein van de VOC op Oostenburg in Amsterdam. Foto: bma.amsterdam.nl.

Amsterdam nam de positie van Antwerpen over. In 1609 werd de Amsterdamsche Wisselbank opgericht, wat Amsterdam tot het financiële centrum maakte van de wereld tot de Industriële revolutie.
In 1609 landde Henry Hudson in opdracht van de VOC al op de kust van wat later Nieuw-Nederland genoemd zou worden, in zijn zoektocht naar de Noordwestelijke Doorvaart naar Azië. Omdat de VOC het monopolie had op de handel met de Oost, duurde het nog tot 1621 voordat de handel in de West op gang kwam met oprichting van de West-Indische Compagnie (WIC). De handel met de West werd ook vertraagd door het Twaalfjarig bestand met Spanje, dat zou duren van 1609 tot 1621. Spanje bood vrede aan, op voorwaarde dat de Republiek zich zou terugtrekken uit Azië. Raadpensionaris Johan van Oldenbarnevelt bood echter aan om de handel met de West op te schorten in ruil voor een wapenstilstand. Na de afloop van dat bestand stond niets de oprichting van de WIC meer in de weg.
Piet Hein, in dienst van de WIC, veroverde tijdens de slag in de Baai van Matanzas in 1628 een Spaanse zilvervloot. Deze buit droeg aanzienlijk bij aan de oorlogsinspanning van de Nederlandse Republiek.
Sinds het begin van de Tachtigjarige Oorlog waren de Duinkerker kapers een ware plaag voor de Nederlandse scheepvaart, die met tussenpozen tot ongeveer 1697 zou voortduren.
Met de Slag bij Duins in 1639 - waarbij luitenant-admiraal Maarten Tromp en viceadmiraal Witte de With een Spaanse oorlogsvloot van 55 schepen, de Tweede Spaanse Armada, versloegen - kwam een einde aan de Spaanse dominantie op zee.

#### Engels-Nederlandse Oorlogen
Na de Vrede van Münster in 1648 namen de Nederlanders de traditionele handel van Engeland met Spanje en Portugal over, wat in Engeland een enorm ressentiment opriep. Nederland had een gigantische handelsvloot (met meer schepen dan alle andere landen in Europa tezamen) en bezaten toen een dominante positie in de Europese handel in het algemeen, en de Baltische handel in het bijzonder. Ze hadden verder nog het merendeel van de Portugese gebieden in Oost-Indië geannexeerd, inclusief het bijbehorende monopolie op de zeer winstgevende specerijenhandel, en kregen steeds meer invloed over de zeehandel tussen Engeland en zijn Noord-Amerikaanse koloniën.
Met de Navigation Acts van 1651 werd schepen onder Nederlandse vlag de toegang in Engelse havens ontzegd als ze goederen vervoerden die niet uit de Nederlanden afkomstig waren. Aangezien dit het leeuwendeel was van de Nederlandse scheepvaart op Engeland, ondermijnde dit de handelspositie van de Nederlanden enorm. Dit leidde tot de Engels-Nederlandse Oorlogen, waaronder de gedenkwaardige Tocht naar Chatham in 1667. De slag bij Livorno in 1653 onder commandeur Jan van Galen gaf de Nederlanders de overhand in de Middellandse Zee, de Engelse handel met de Levant was aan hen overgeleverd. Tijdens deze oorlogen onderscheidde admiraal Michiel de Ruyter zich dusdanig dat hij de grootste Nederlandse zeeheld werd.

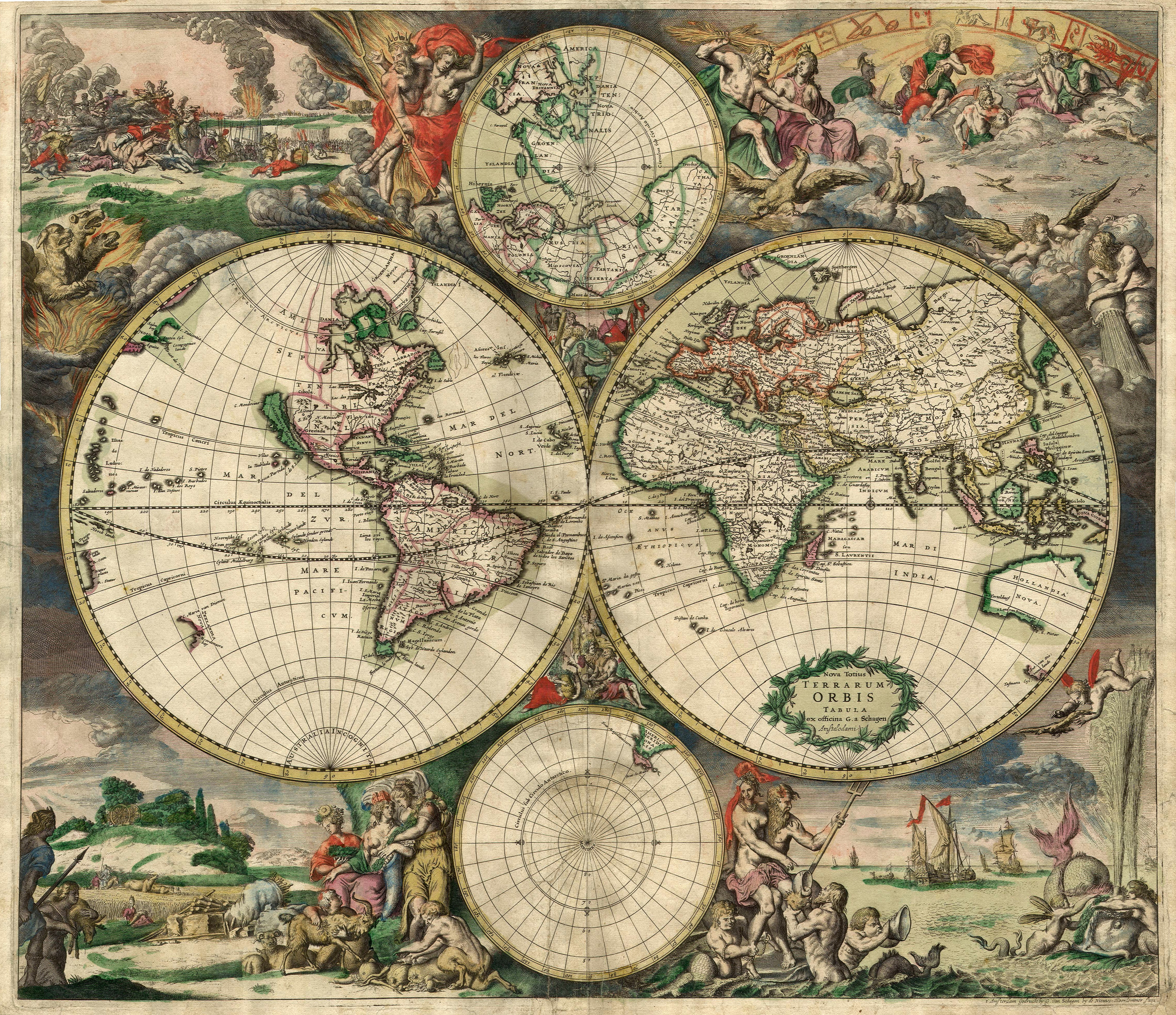
Wereldkaart van Gerrit van Schagen uit 1689.

Op 6 april 1652 stichtte Jan van Riebeeck in opdracht van de VOC een verversingsstation bij Kaap de Goede Hoop. Schepen van de VOC op weg naar Nederlands-Indië konden hier vers water, groente en fruit inslaan. Dit zou uitgroeien tot Kaapstad en de latere Kaapkolonie, hoewel de VOC het verboden had om gebieden te koloniseren.
Een speciale relatie had de VOC met Japan: van 1641 tot 1853 waren de Nederlanders de enige Europeanen die in Japan handel mochten drijven. Hiervoor gebruikten ze als thuisbasis het kunstmatige eiland Dejima in de haven van Nagasaki.
Rond 1670 beschikte de Republiek over circa 15.000 schepen. Dat was vijfmaal meer dan de Engelse vloot.
De handel met het Oosten zorgde voor een scheve handelsbalans. Aangezien er in Azië weinig interesse bestond voor Europese producten moest de handel veelal betaald worden met goud en zilver. Het kostbare opium bleek daarvoor een goed alternatief te zijn. Vanaf het midden van de 17e eeuw werd Batavia het centrum van de opiumhandel van de VOC. Het grootste deel van de uit Bengalen ingevoerde opium werd daar verkocht aan speculanten en kleine handelaren, veelal Chinezen, die de opium verder verhandelden en vervoerden naar de eilanden van de archipel en China. Toen de VOC in 1676 het monopolie op de handel in opium verkreeg van de sultan van Mataram (Java) nam de handel beduidende vormen aan. In 1745 werd hiervoor de Sociëteit tot den Handel in Amfioen opgericht.

#### Neergang
Hoewel de koopvaardijvloot van grote omvang bleef, begon hierna de neergang van de Nederlands zeemacht. Bij de nederlaag in de Vierde Engels-Nederlandse Oorlog (1780 - 1784) verkreeg Groot-Brittannië het recht op vrije handel met Nederlands-Indië. De Bataafse Revolutie van 1795 geldt als het einde van de Nederlanden als grootmacht. Kenmerkend was het faillissement van de VOC in 1798.
De doodsteek voor de Nederlandse koopvaardij en voor Amsterdam was de invoering van het continentaal stelsel in 1806 door Napoleon als embargo tegen Groot-Brittannië. Al in 1795 had hij de Amsterdamse haven gesloten, waarna bewoners vertrokken en de stad verviel.

### Engeland
Door Hendrik VII werd de handel en scheepvaart in Engeland nieuw leven ingeblazen. Hij verleende een Royal Charter aan Giovanni Caboto uit Venetië. In 1497 vertrok hij vanuit Bristol op zoek naar een westelijke route naar Indië. Daarbij ontdekte hij Newfoundland.
Hendrik VIII zette de maritieme politiek van zijn vader voort. Hij vaardigde een Royal Charter uit aan een religieuze orde uit Deptford voor de beloodsing van de Theems. Dit tegenwoordige Trinity House werd uiteindelijk verantwoordelijk voor de vuurtorens, boeien, bakens en lichtschepen ten behoeve van de veilige navigatie. Hendrik VIII brak ook met de Rooms-Katholieke Kerk, wat zorgde voor wrevel in het katholieke Spanje.
Francis Drake was een Engelse piraat, kaper, ontdekkingsreiziger, zeeheld, politicus en de eerste Engelsman die de wereld rondvoer, in de jaren 1577 tot 1580.
De Spaanse vijandigheid ten opzichte van Engeland culmineerde in 1588 toen Filips II de protestantse Engelse koningin Elizabeth I wilde straffen voor haar geheime steun aan de opstandelingen in de Nederlanden en voor haar antikatholieke houding. Bovendien hadden de Spaanse schepen veel last van Nederlandse en Franse piraten die in opdracht van Engeland schepen veroverden.
Filips II verzamelde een enorme Armada van 137 schepen, bemand met 30.000 man, waarvan 20.000 soldaten. Op 29 juli vond ter hoogte van het Franse stadje Grevelingen (Gravelines) een zeeslag plaats tussen de armada en een Engels-Nederlandse vloot van 226 schepen. Hoewel deze slag niet beslissend was, werd - vanwege draaiende wind, waardoor de armada niet in staat was de kust van Vlaanderen te bereiken waar de hertog van Parma met verse troepen wachtte - door Medina Sidonia besloten om terug te keren naar Spanje door om Schotland en Ierland heen te zeilen. Hierbij liepen veel schepen te pletter op de Ierse klippen door onbekendheid met de lokale stromingen en wind. Uiteindelijk bereikten 67 van de 137 schepen Spanje, een groot deel hiervan was zwaar beschadigd.
Deze Engelse steun voor de Tachtigjarige Oorlog zorgde ervoor dat Filips II zich niet kon concentreren op de opstandige Nederlanden. Voor Engeland was de uitkomst minder gunstig. De Spaans-Engelse Oorlog eindigde pas in 1604 met het Verdrag van Londen. Deze oorlog was een overwinning voor Spanje en zette de Engelse kolonisatie van Noord-Amerika op een behoorlijke achterstand.
Het zou tot de Zeeslag bij Trafalgar van 1805 duren voordat de Engelsen de hegemonie over de zee verkregen.
Vooral de Engelsen stuurden aan het eind van de 16e en het begin van de 17e eeuw diverse expedities uit om de Noordwestelijke Doorvaart te vinden om een kortere route naar het Verre Oosten te vinden. Martin Frobisher, John Davis, Henry Hudson, Robert Bylot en William Baffin. Hoewel de Noordwestelijke Doorvaart niet werd gevonden, werd hierbij wel de Hudsonbaai ontdekt. Valse verhalen dat de Noordwestelijke Doorvaart zou zijn bevaren leidden tot de naam Straat van Anián.
James Cook zocht naar de Noordwestelijke Doorvaart vanaf de Grote Oceaan, maar het was na de napoleontische oorlogen dat de Britse marine zich sterk met de zoek naar de doorvaart ging bezighouden. John Ross en William Parry onderzochten het gebied in diverse expedities tussen 1818 en 1833.
In 1600 verkreeg de latere British East India Company een Royal Charter van Elisabeth I. Aanvankelijk kon deze weinig invloed uitoefenen op de handel op de Oost, maar uiteindelijk verkreeg het een monopolie op de handel met India.
Na verslagen te zijn in de Tweede en Derde Engels-Nederlandse Oorlog groeide de Royal Navy langzaam uit tot de sterkste zeemacht ter wereld. De Glorious Revolution markeert het begin van Engeland en daarna Groot-Brittannië als grootmacht. De Staatse vloot werd door Willem III in 1692 onder bevel van Engelse admiraals gesteld. In 1707 werden de parlementen van Engeland en Schotland verenigd in als het Koninkrijk van Groot-Brittannië. In 1800 ontstond na vereniging met het Koninkrijk Ierland het Verenigd Koninkrijk.
De Engelse heerschappij over zee werd bezegeld met de Zeeslag bij Trafalgar in 1805 waarbij een Frans-Spaans eskader werd vernietigd door Horatio Nelson. Het zou honderd jaar duren, tot de opkomst van de Kaiserliche Marine, voordat de heerschappij van de Royal Navy weer werd betwist.

### Frankrijk
In 1500 plaatste scheepsbouwer Descharge uit Brest voor het eerst geschutspoorten in de zij van een schip.
Giovanni da Verrazzano en Jacques Cartier waren vroege ontdekkingsreizigers voor Frankrijk in het begin van de 16e eeuw. Door Spaanse tegenwerking en de Franse godsdienstoorlogen in de tweede helft van de 16e eeuw leidde dit niet tot echte kolonisatie. In 1604 werd een nederzetting gesticht op het eiland Ile Sainte Croix, het begin van de kolonie Acadië, onderdeel van Nieuw-Frankrijk. In 1627 richtte Kardinaal de Richelieu met Samuel de Champlain de compagnie des Cent-Associés op voor het beheer van Nieuw-Frankrijk.

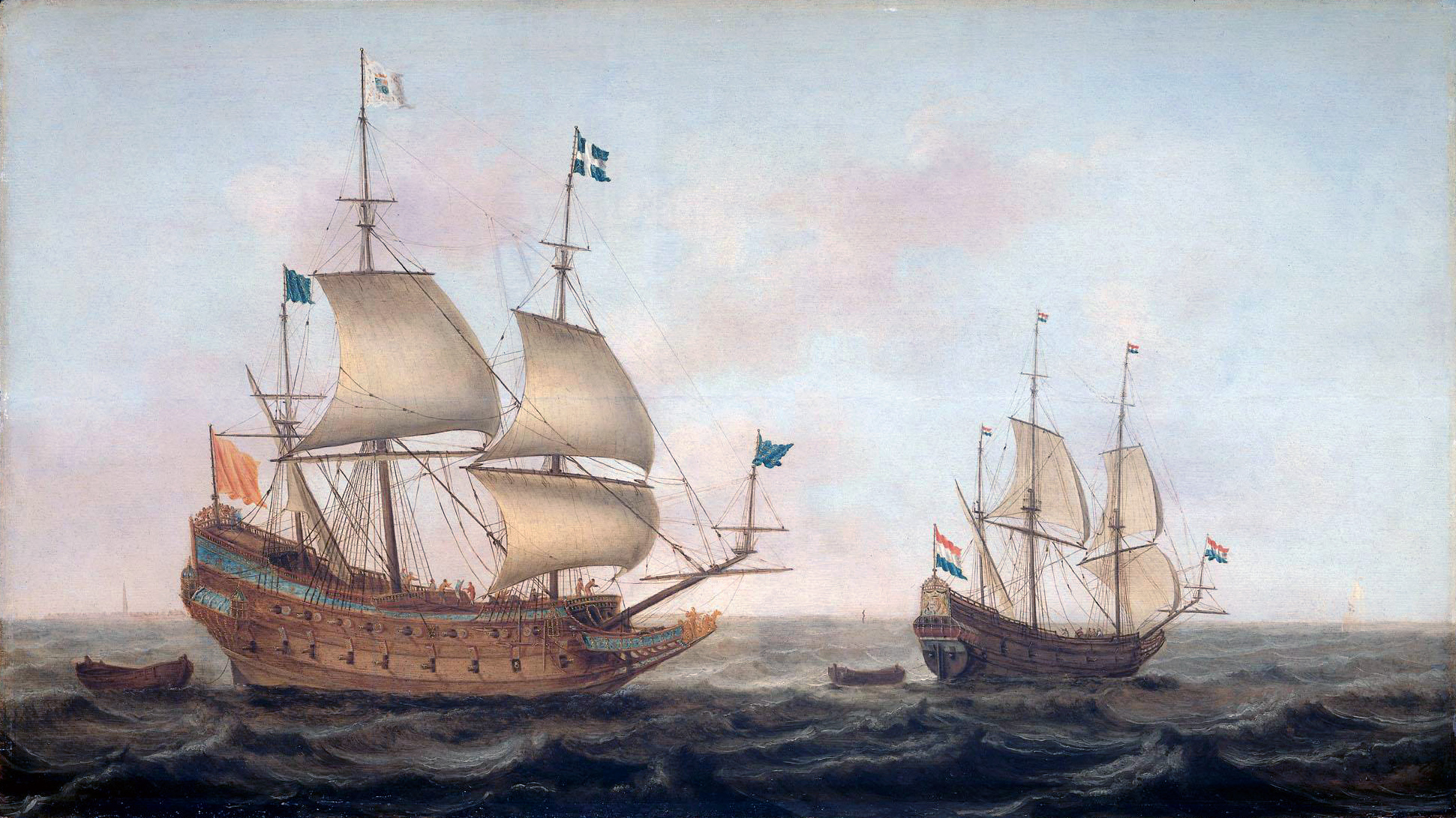
Een oorlogsschip, in 1626 op last van Lodewijk XIII op een Hollandse werf gebouwd, stevent onder geleide van een Hollands schip een Hollandse haven binnen, Jacob Gerritz. Loef.

Onder Lodewijk XIII werd door Richelieu de eerste staatsmarine opgericht. In 1626 werden vijf oorlogsschepen gebouwd op Nederlandse werven. De La Couronne was het eerste schip dat de Fransen in eigen land lieten bouwen. Dat de Fransen nog niet veel scheepsbouwervaring hadden, blijkt wel uit de lange tijd tussen de kiellegging en de tewaterlating. Het was een van de meest vooruitstrevende schepen van die tijd. Tijdens La Fronde werd deze marine grotendeels vernield.
Onder de Zonnekoning werd deze weer opgebouwd door zijn minister van Financiën Colbert die koste wat kost wilde kunnen concurreren met de Republiek der Verenigde Nederlanden, de rijkste staat van Europa. Onder Lodewijk XV werd dit niet voortgezet, wat eindigde in de desastreus verlopende Zevenjarige Oorlog en Franse en Indiaanse Oorlog, waarbij Frankrijk zijn koloniën Nieuw-Frankrijk en Florida aan Groot-Brittannië verloor. Door Choiseul werd begonnen aan een wederopbouw van de marine, waardoor admiraal de Grasse de beslissende slag bij Chesapeake in 1781 tegen de Engelsen tijdens de Amerikaanse Onafhankelijkheidsoorlog kon winnen. Tijdens de Franse Revolutie werden veel hoge officieren terechtgesteld, waardoor de Franse marine later onder Napoleon niet tegen de Royal Navy opkon.
In 1664 werd de Franse Oost-Indische Compagnie opgericht als tegenhanger van de Nederlandse en Britse Oost-Indische Compagnieën.
Over stabiliteit was nog niet veel bekend, maar in 1746 publiceert de Franse wiskundige Pierre Bouguer Traité du Navire. Hierin introduceert hij het metacentrum (M), het punt waar een schip rond slingert en waardoor de opwaartse kracht gaat. Hij is ook de eerste die het over de hellingproef heeft.

### Zweden

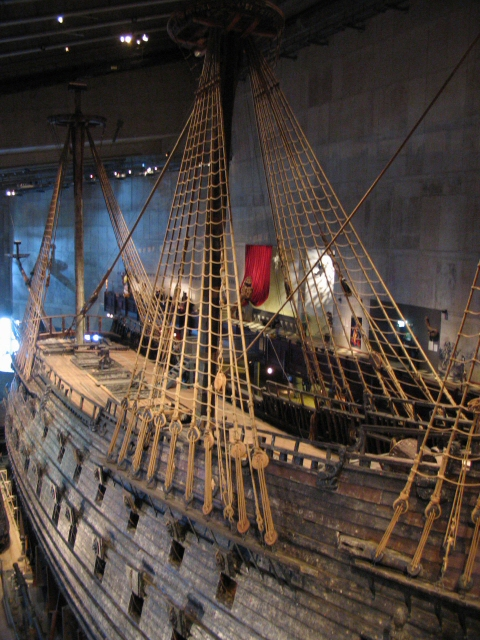
De Vasa.

De overwinning in de Ingrische Oorlog op Rusland in 1611 is het begin van de opkomst van Zweden als grootmacht. Koning Gustaaf II Adolf Vasa van Zweden gaf in 1625 opdracht een viertal oorlogsschepen te bouwen, waaronder de driemaster Vasa, onder leiding van de Nederlandse scheepsbouwer Hendrik Hybertsson. Deze kapseisde en zonk echter in 1628 tijdens de proefvaart door een gebrek aan stabiliteit.
Het Zweedse streven om de controle te krijgen over de belangrijke handel in de Oostzee leidde tot het beleg van Kopenhagen in 1658. De Nederlanders schoten de Denen te hulp in de Slag in de Sont, onderdeel van de Zweeds-Nederlandse Oorlog. Met de Vrede van Kopenhagen verkreeg Nederland vrije toegang tot de Oostzee.
De kennis over stabiliteit was ondertussen toegenomen en Fredrik Henrik af Chapman, scheepsbouwer van de Zweedse marine aan het einde van de 18e eeuw, was de eerste die deze nieuwe kennis in de praktijk bracht. Zijn ontwerpen golden als de beste van die tijd. In 1768 kwam zijn boek Architectura Navalis Mercatoria uit, waarin al gesproken werd over modeltesten in een bassin en wat al lijnenplannen bevatte.
De Zweedse Oost-Indische Compagnie werd in het jaar 1731 in Göteborg opgericht met als doel handel te drijven met het verre oosten. De onderneming was geïnspireerd door de succesvolle Nederlandse Vereenigde Oost-Indische Compagnie en de Britse Oost-Indische Compagnie. De compagnie werd in de loop van de 18e eeuw de grootste handelsonderneming van Zweden, totdat ze in 1813 failliet ging.

### Rusland
Semjon Dezjnjov leidde samen met Fjodor Popov in 1648 een expeditie door de Noordelijke IJszee via het noordoostelijkste punt van het Eurazische continent, het Tsjoektsjenschiereiland, naar de Beringstraat en ontdekte daarmee als eerste westerling dat Azië niet verbonden is met Amerika.
Rusland vocht sinds de 17e eeuw om toegang te verkrijgen tot de Oostzee, de Zwarte Zee een de Zee van Azov Aan het eind van deze eeuw hadden de Russen waardevolle ervaring opgebouwd in het gebruik van rivierboten in combinatie met landtroepen. Onder tsaar Michaël Fjodorovitsj begon de bouw van de eerste driemaster. Dit was de eerste die in Rusland werd gebouwd en werd voltooid in 1636. Het werd gebouwd in Balakhna door Deense scheepsbouwers uit Holstein volgens Europees ontwerp en werd de Frederick gedoopt. De bojaar Afanasy Ordin-Nashchokin liet Nederlandse scheepsbouwers naar Dedinovo komen. Hier werden tussen 1667 en 1669 vier schepen werden gebouwd; de 22-kanonsgalei Орёл (Arend) en drie kleinere schepen.
Peter de Grote leidde een grootschalige modernisering van Rusland. Tijdens de tweede Azovcampagne van 1696 tegen Turkije werd gebruikgemaakt van het Azov-flottielje. Dit toonde het belang van zeestrijdkrachten aan en in 1696 werd de Keizerlijke Russische Marine opgericht. Om steun te verkrijgen in zijn strijd tegen het Ottomaanse Rijk en om de kennis over scheepsbouw te vergroten, reisde hij in 1697 tijdens de Grote Ambassade naar Nederland en Engeland.
Tijdens de Grote Noordse Oorlog tegen Zweden van 1700 tot 1721 werd de Oostzeevloot gevormd. De Vrede van Nystad in 1721 betekende het einde van de Grote Noordse Oorlog en bevestigde de status van grootmacht van het Russische Rijk.
De Russisch-Turkse oorlogen van Catharina de Grote resulteerden in de oprichting van de Zwarte Zeevloot. In 1770 verkreeg het eskader van Grigori Spiridov het overwicht in de Egeïsche Zee door de Turkse vloot te vernietigen in de slag bij Çeşme.
Tijdens de expeditie van 1799 verdreef Fyodor Ushakov de Fransen uit de Republiek van Zeven Eilanden, Korfoe en alle Ionische Eilanden. Dmitry Senyavin herstelde het Russische gezag in de zuidelijke Adriatische Zee, belegerde Dubrovnik en vernietigde de Ottomaanse vloot in slag bij Athos (1807).
Adam Johann von Krusenstern was de eerste Rus die rond de wereld voer tussen 1803 en 1806. Bellingshausen, die meevoer in de wereldreis van von Krusenstern, ontdekte Terra Australis, Antarctica, in 1820.

### China

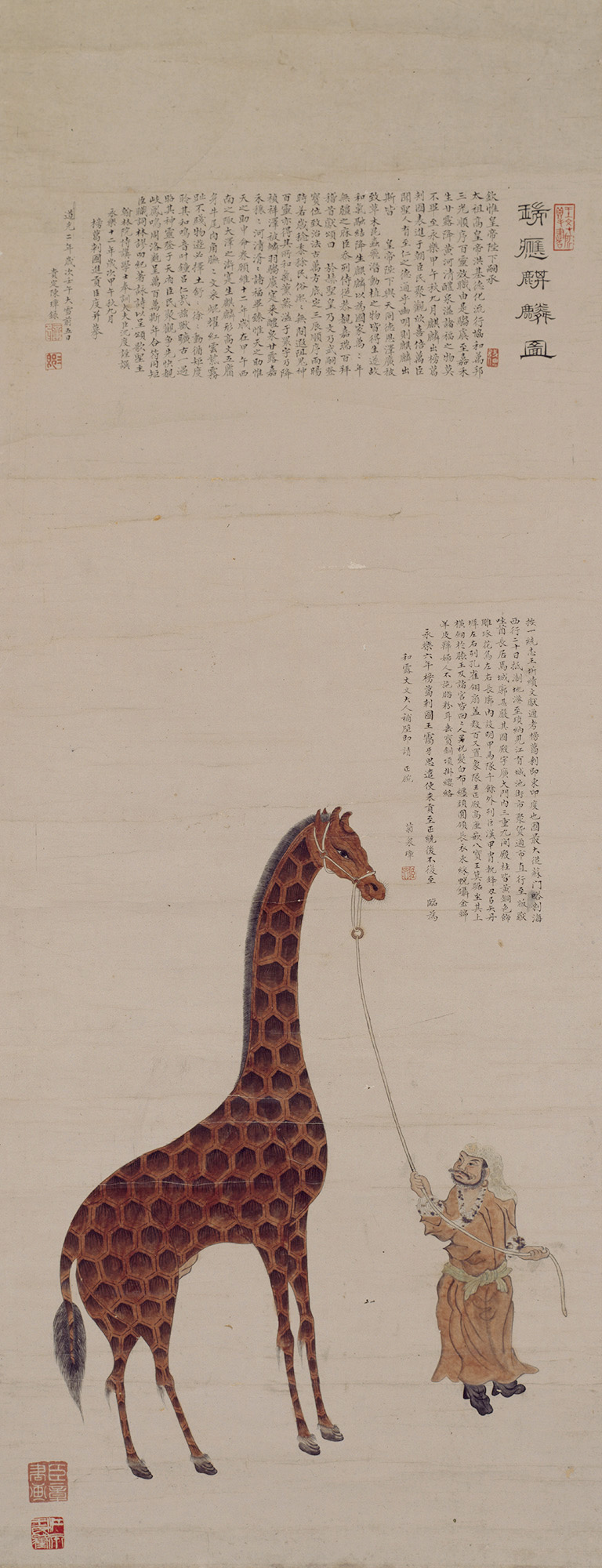
Een door Zheng He teruggebrachte giraffe.

Tijdens de Ming-dynastie gaf keizer Yongle, die vastbesloten was zijn macht en invloed uit te breiden, in 1403 opdracht aan de scheepswerf van Longjiang bij Nanking, op dat moment de grootste ter wereld, om een vloot te bouwen voor de latere expedities van Zheng He. Tussen 1404 en 1407 zouden nieuwe schepen worden gebouwd en oudere hersteld, waarmee de totale capaciteit van de Chinese vloot op meer dan 3800 schepen zou komen, waaronder 250 schatschepen, waarvan de grootsten een deplacement hadden van zo'n 1500 ton, de grootste schepen van die tijd. Met deze vloot en een bemanning van zo'n 30.000 man zou Zheng He zeven expedities ondernemen tussen 1405 en 1433. De schepen bezochten Vietnam, Straat Malakka, vele staatjes in de Indonesische Archipel, de kust van India, Sri Lanka, Hormuz, de Perzische Golf, de kust van Arabië (het huidige Oman en Jemen), de Rode Zee tot zelfs de Afrikaanse kust, nabij Mombassa.
Zheng He zou zo ongeveer dertig verschillende landen aandoen waarmee hij diplomatieke betrekkingen aanknoopte. Bij de contacten met deze vreemde beschavingen speelde de uitwisseling van kostbare geschenken en wetenschappelijke kennis een grote rol. Zo kwamen de vloten na hun reis steevast terug met nieuwe goederen. Deze expedities zouden ook de economie ten goede komen. In het spoor van de grote jonken van Zheng He zouden heel wat Chinese handelaars naar deze bestemmingen trekken om er handel te drijven, waarbij ze hun voordeel zouden haalden uit de overweldigende indruk die de Chinese vloot en hun geschenken hadden gemaakt.
In 1421 vertrok op bevel van de keizer opnieuw een vloot onder leiding van Zheng He, ditmaal met als doel de wereld in kaart te brengen. De vloot splitste zich in vier eskaders die elk een deel van de opdracht uitvoerden.
Keizer Yongle overleed in 1424 en zijn zoon, keizer Hongxi, maakte een einde aan de expedities van Zheng He. Keizer Hongxi overleed op zijn beurt al in 1425 en zijn zoon, keizer Xuande, had dezelfde maritieme belangstelling als zijn grootvader. Zheng He maakte in 1431 een laatste expeditie met 100 schepen en 27.500 man.
Onder invloed van aanhoudende natuurrampen kwam er onder keizer Zhengtong een einde aan deze zeer kostbare expedities.
De Haijin werd ingesteld, een verbod op zeegaande schepen, wat waarschijnlijk een maatregel tegen piraterij was. Door verbetering van het Grote Kanaal was de zeevaart minder noodzakelijk en China isoleerde zich, afgezien van handel op omringende landen als de Indonesische Archipel, hoewel dit beleid verschilde per keizer.

### Klipperperiode

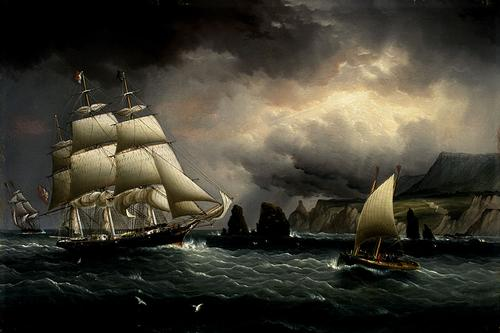
Klipper Flying Cloud (schilderij van James Buttersworth).

Met de komst van de stoomschepen viel paradoxaal genoeg een glorietijd samen voor het zeilschip met de komst van de klipper. Dit scheepstype was ontstaan uit de schoener in koloniaal Amerika voor de slavenhandel en kostbare, relatief lichte lading. Rond de Amerikaanse Onafhankelijkheidsoorlog toen snelzeilen een noodzaak was om te overleven in de kaapvaart, werd veel gebruikgemaakt van de klipper. De Baltimore clipper werd een begrip. Het waren scherpe, relatief smalle schepen die door hun grote diepgang scherp aan de wind konden zeilen. In plaats van de gebruikelijke drie razeilen boven elkaar hadden deze schepen er vijf of zelfs zes. Daarna werden in Boston en New York tussen 1840 en 1850 de China clippers of theeklippers gebouwd, waarvan de Flying Cloud een bekend voorbeeld is. Door de Californische goldrush groeide San Francisco snel. Hiervoor werden in Boston de veel grotere California clippers gebouwd. Ook in Engeland werden veel theeklippers gebouwd, waarvan de Cutty Sark wel de bekendste is. Nederland heeft tussen 1850 en 1890 zo'n 150 klippers gehad, die vooral op Java voeren, maar ook wel op de westkust van Amerika en op Australië.
Het einde van de klipper kwam geleidelijk met de introductie van stoomschepen. Hoewel de klippers doorgaans sneller waren dan hun nieuwe concurrenten, bleven ze wel afhankelijk van de wind. Stoomschepen hadden als grote voordeel dat hun dienstregelingen veel betrouwbaarder waren. De uiteindelijke nekslag kwam met de opening van het Suezkanaal waardoor de stoomschepen een veel kortere route konden varen. Het kanaal was voor zeilschepen echter moeilijk te bezeilen omdat het zo smal is. De smalle klippers met hun geringe laadruimte verdwenen.
In een poging om de zeilvaart in stand te houden, werden vollere schepen gebouwd die meer lading konden meenemen. Vooral Duitse reders hielden dit nog een hele tijd vol. In de Eerste Wereldoorlog werden veel windjammers vernietigd. Finland kocht hierna de resterende grote schepen op, maar de Tweede Wereldoorlog betekende het einde.

## Mechanische scheepvaart

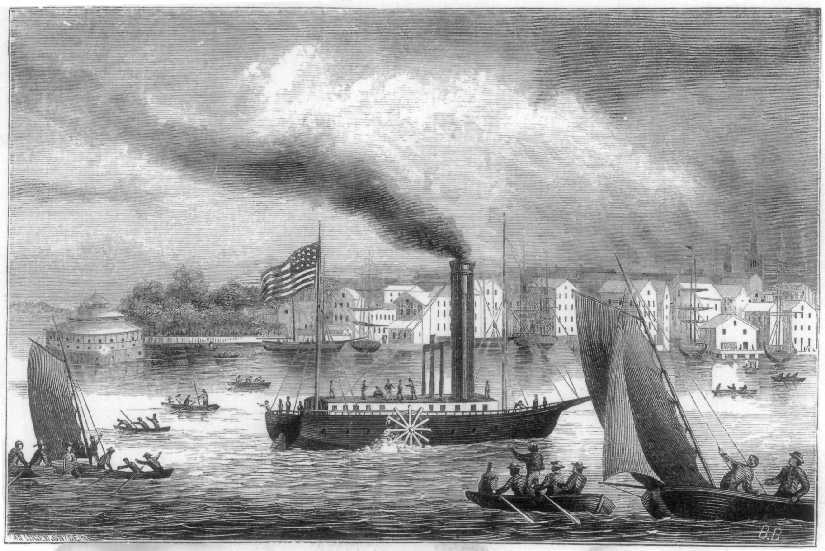
De Clermont van Robert Fulton.

De Industriële revolutie had ook grote invloed op de scheepvaart. Het veranderde de manier van voortstuwen, maar ook de constructie van schepen.

### Voortstuwing
Door Heron van Alexandrië was al in de 1e eeuw de aeolipile  uitgevonden, de eerste stoommachine. In 1543 voer Blasco de Garay door de haven van Barcelona met een schip dat werd voortgestuwd met een door hem ontworpen stoommachine. Hij hield zijn uitvinding echter geheim.
De stoomvaart begon in de Verenigde Staten aan het einde van de 18e eeuw. De stoommachine werd aan het eind van de 17e eeuw uitgevonden in het Verenigd Koninkrijk door Thomas Newcomen, die gebruik maakte van de studies van Denis Papin en de ervaringen van Thomas Savery. James Watt maakte de machine economisch rendabel door de nodige aanpassingen die de efficiëntie verhoogden.

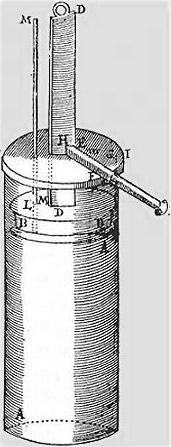
De eerste zuigerstoommachine, uitgevonden door Denis Papin in 1690.

Al in een artikel uit 1690 in Acta Eruditorum stelde Papin een stoomboot voor die uitgerust was met vier cilinders die roterende wielen aandreven. In 1707 bouwde hij een boot met schoepraderen, maar het is niet duidelijk of deze stoomvoortstuwing had en of deze op ware grootte was gebouwd. Hiermee wilde hij de Fulda en de Wezer overvaren, maar de boot werd vernietigd in de strijd om de passagiersrechten met het Mündener schippersgilde, die de stoomvoortstuwing als bedreiging zagen.
In 1736 verkreeg Jonathan Hulls een patent in Engeland voor een door een Newcomen-machine voortgestuwde stoomboot, maar pas met de aanpassingen van James Watt werd het concept haalbaar. William Henry uit Pennsylvania had op een reis naar Engeland van de machine van Watt gehoord en bouwde zijn eigen machine die hij in 1763 in een boot probeerde te installeren. Deze zonk echter en ondanks verdere pogingen heeft hij niet veel succes gehad.
In Frankrijk had markies Claude de Jouffroy een 13 meter lange werkende stoomboot met roterende schoepraderen, de Palmipède. Het schip voer over de Doubs in juni en juli 1776, waarmee het waarschijnlijk het eerste stoomschip is dat een geslaagde proefvaart maakte. In 1783 voer een nieuwe raderstoomboot, de Pyroscaphe, over de Saône voor vijftien minuten tot de machine het begaf. Door bureaucratie werd verdere vooruitgang verhinderd.
Vanaf 1784 bouwde James Rumsey een boot met pompvoortstuwing (waterjet) die in 1786 over de Potomac voer. Het jaar daarop verkreeg hij een patent van de staat Virginia. In Pennsylvania had John Fitch, een bekende van William Henry, een modelraderboot gemaakt in 1785. In 1787 bouwde hij een stoomboot die een succesvolle proefvaart had. Het jaar daarop maakte een tweede boot reizen van 50 kilometer en in 1790 maakte een derde boot reizen op de Delaware, maar door problemen met het patent moest Fitch stoppen met de verdere ontwikkeling.
Ondertussen had Patrick Miller in Schotland boten ontwikkeld met twee rompen die voortgestuwd werden door schoepraderen tussen de rompen. Hij liet ingenieur William Symington zijn gepatenteerde stoommachine inbouwen in een boot waarmee in 1788 een succesvolle proefvaart werd gehouden op Dalswinton Loch. Een jaar later werd een grotere stoomboot gebouwd. Miller trok zich daarna terug uit het project, maar tien jaar later werd Symington ingehuurd door Thomas Dundas en in maart 1802 sleepte de Charlotte Dundas twee 70 tons bakken 30 kilometer over het Forth and Clyde Canal naar Glasgow. Dit schip, de eerste sleepboot, wordt gezien als de eerste praktische stoomboot.

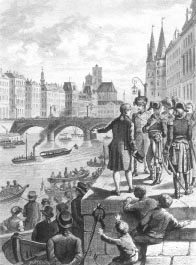
Fulton toont Napoleon zijn stoomboot op de Seine in 1803.

Robert Fulton, wiens interesse in stoomboten wellicht kwam door zijn bezoek op twaalfjarige leeftijd aan William Henry in 1777, bezocht Groot-Brittannië en Frankrijk waar hij een experimentele stoomboot bouwde en testte op de Seine in 1803. Hij was bekend met het succes van de Charlotte Dundas. Voordat hij terugkeerde naar de Verenigde Staten bestelde hij een Boulton and Watt stoommachine. Na zijn terugkeer bouwde hij de North River Steamboat (vaak de Clermont genoemd). In 1807 begon deze stoomboot met een passagiersdienst tussen New York en Albany, een afstand van 240 kilometer, wat een commercieel succes was.
In 1815 stak Pierre Andriel met de Élise als eerste Het Kanaal over, wat het het eerste zeegaande stoomschip maakte. Het eerste stoomschip dat de Atlantische Oceaan overstak, was de Savannah die in 1819 in Liverpool arriveerde. Het maakte echter maar tijdens 85 uur van de reis gebruik van de stoommachine, de rest werd zeilend volbracht. De eerste oversteek volledig onder stoom werd in 1827 gemaakt door de Nederlandse Curaçao - voorheen de Engelse Calpe - van Willemstad naar Hellevoetsluis in 13 dagen. De Great Western uit 1838 was het eerste schip dat specifiek gebouwd werd voor de Atlantische oversteek.
Al in 1746 had de Fransman Borginer met de hand een bootje voortbewogen met behulp van een soort molenwiek. John Fitch experimenteerde met een schroef op zijn raderstoomboot. De beide duikboten Turtle uit 1775 van David Bushnell en de Nautilus uit 1800 van Robert Fulton maakten gebruik van schroeven, ook omdat een scheprad onder water niet uitvoerbaar is.
Geïnspireerd door de schroef van Archimedes werden diverse schroeftypen geprobeerd. Aanvankelijk zoals deze een spiraalvormige schroef in een buis. Bij sommige versies werd de buis weggelaten. Josef Ressel ontwierp en patenteerde zo’n schroef in 1827. Francis Petit Smith testte een schroef gelijk aan die van Ressel in 1834 op zijn schip Archimedes. Tijdens de proefvaart brak de lange schroef af en tot ieders verrassing nam de snelheid van het schip toe in plaats van af. De originele schroef van de Archimedes was midscheeps geplaatst en was meer een vijzel dan een schroef met bladen zoals we die tegenwoordig kennen. Er werd verwacht dat de Archimedes een snelheid van 4 tot 5 knopen zou halen, maar het schip bleek 9,5 knoop te lopen.
Desondanks was er nogal wat scepsis. In 1848 hield de Admiraliteit van Engeland een sleepwedstrijd tussen de Rattler - uitgerust met een schroef - en de Alecto, een raderschip. De Rattler won, de Alecto voortslepend met een snelheid van 2,8 knopen, maar het duurde nog tot de 20e eeuw voordat het raderschip vervangen was. Dit door de grotere efficiëntie, compactheid, minder complexe overbrenging en grotere robuustheid.

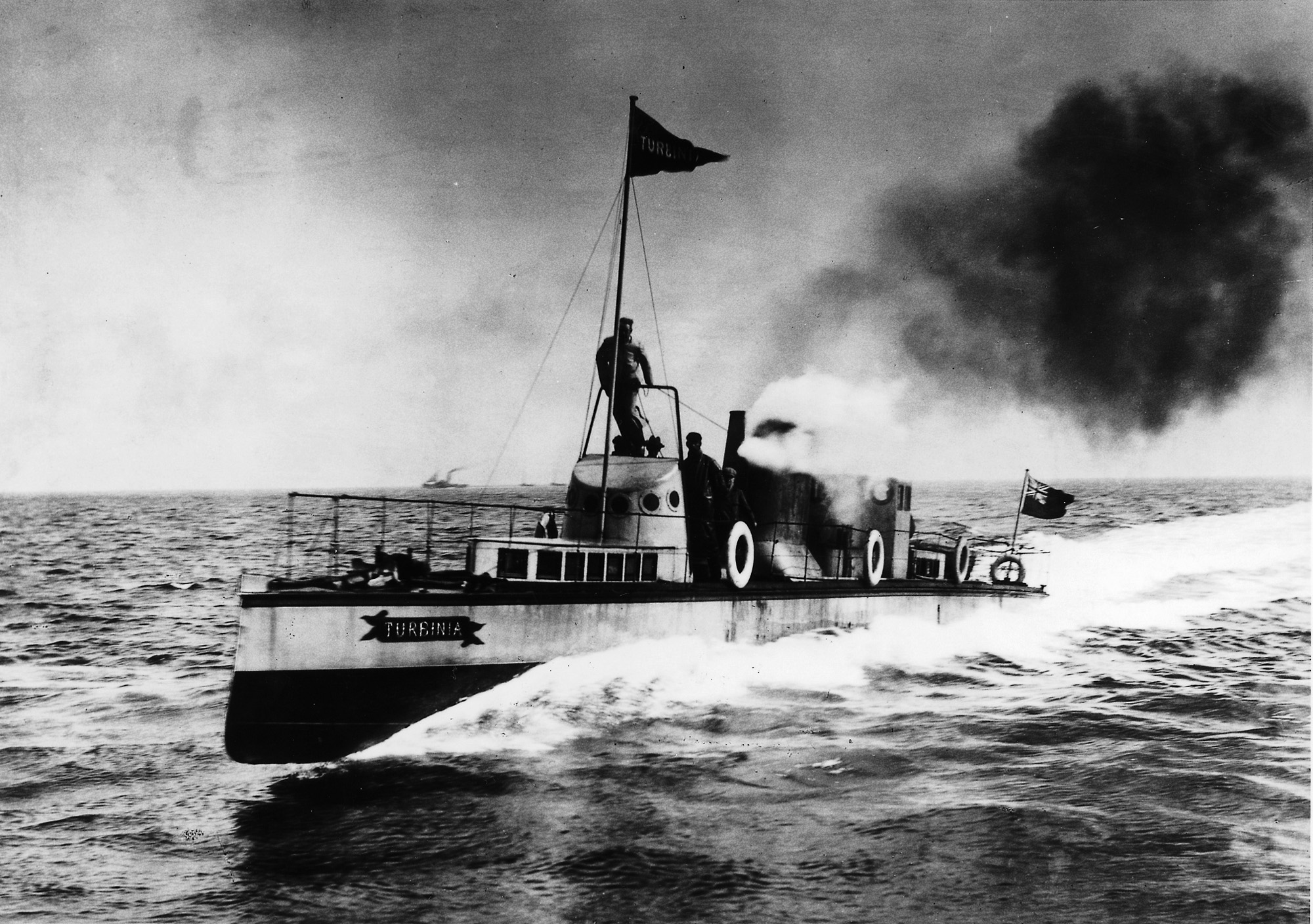
De Turbinia op volle snelheid.

In 1883 werd de stoomturbine uitgevonden door Gustav de Laval volgens het actieprincipe en in 1884 door Charles Algernon Parsons volgens het reactieprincipe. Parsons voorzag de mogelijkheden voor scheepsvoortstuwing en richtte met dat doel de Marine Steam Turbine Company op met vijf anderen in 1893. Hij bouwde het experimentele schip Turbinia in 1894. De aanvankelijke proefvaarten met één schroef verliepen teleurstellend, zodat hij uiteindelijk drie stoomturbines koppelde aan drie schroeven. Hiermee wist hij een snelheid te bereiken van meer dan 34 knopen. De stoomturbine zou hierna de stoommachine langzaam vervangen.
Het eerste dieselmotorschip was gelijk het eerste dieselelektrische schip, de riviertanker Vandal uit 1903. De Nederlandse tanker Vulcanus uit 1910 was het eerste zeegaande motorschip. In de decennia daarna zou de dieselmotor steeds grotere vermogens produceren met een grotere efficiëntie dan de stoomturbine, waardoor rond 1960 de meeste schepen met een dieselmotor werden gebouwd. Hoewel het tot de oliecrisis van 1973 zou duren voordat er afgestapt werd van het gebruik van stoomturbines op grote schaal, was dit het begin van het einde van het stoomtijdperk. Tegenwoordig maakt 99% van de schepen gebruik van dieselmotoren voor de voortstuwing. De stoomturbine wordt tegenwoordig alleen nog gebruikt bij schepen met atoomvoortstuwing.
Veel marineschepen worden voortgestuwd door een gasturbine vanwege het lage gewicht ten opzichte van het vermogen en vanwege de snelle acceleratie die hiermee mogelijk is. Door Ægidius Elling werd in 1903 de eerste gasturbine gebouwd die meer vermogen produceerde dan deze nodig had. Het eerste schip dat hiermee werd uitgerust was een omgebouwde Motor Gun Boat MGB 2009 van de Royal Navy in 1947.

### Constructie
Een andere belangrijke verandering in deze periode is de overstap van hout naar ijzer en later staal in de scheepsbouw. In 1825 werd de Codorus gebouwd, het eerste ijzeren schip in de Verenigde Staten. In 1843 volgde de tewaterlating van de Great Britain, het eerste zeegaande ijzeren schip met schroef van de geniale ingenieur Isambard Kingdom Brunel. Het was het grootste schip van die tijd. Met de uitvinding van het Bessemerprocedé, genoemd naar Henry Bessemer die daar in 1855 een patent op verkreeg, en het Siemens-Martinprocedé van 1866 wordt het mogelijk om staal in massa te produceren. In 1858 wordt de Ma Roberts gebouwd bij de Cammell Laird werf, het eerste stalen schip. Op deze werf wordt in 1920 de Fullagar gebouwd, het eerste volledig gelaste schip. Tot die tijd werden schepen geklonken.

### Brandstof
Rond 1900 zijn er over de hele wereld nog kolenbunkerstations verspreid, maar daarna stapt men langzaam over op stookolie.

### Navigatie
Een belangrijke verbetering voor de navigatie was de introductie van het gyrokompas. In 1913 werd het eerste gyrokompas op een passagiersschip geïnstalleerd. Dit maakt gebruik van een zeer snel roterende massa die met behulp van precessie noordzoekend wordt gemaakt.
Met de radiorichtingzoeker zijn schepen niet meer afhankelijk van de weersomstandigheden. Tijdens de Tweede Wereldoorlog werden in Groot-Brittannië meerdere systemen ontwikkeld om de nauwkeurigheid te vergroten. Dit waren onder andere Gee en DECCA. In de Verenigde Staten werd hieruit LORAN-A ontwikkeld, later LORAN-C.
In deze tijd werd ook de radar ontwikkeld, wat een grote verbetering was voor de scheepvaart. Niet alleen konden andere schepen hiermee waargenomen worden, ook kon het gebruikt worden om kenbare punten te peilen zodra men in zicht van de kust kwam.
In de 1960 lanceerde de Amerikaanse marine het TRANSIT of NAVSAT (Navy Navigation Satellite System) systeem. Hierbij werd gebruikgemaakt van het dopplereffect om de positie te bepalen. Nadeel hierbij was dat er slechts eens in de paar uur een positie kon worden bepaald.
Vanaf 1978 begon het Amerikaanse ministerie van defensie satellieten te lanceren voor het NAVSTAR GPS (Navigation Signal Timing and Ranging Global Positioning System), beter bekend als kortweg GPS.
De Russische versie van GPS is GLONASS. Vanaf 1982 werd begonnen met de lancering van de satellieten. Door de economische malaise werd het echter sterk verwaarloosd, waardoor het momenteel niet gebruikt kan worden voor navigatie.
Galileo is het Europese antwoord op GPS en zou in 2010 operationeel moeten zijn. De nauwkeurigheid wordt vergelijkbaar met GPS, terwijl de commerciële variant een nauwkeurigheid van minder dan een meter zou moeten hebben. In combinatie met grond stations zou de nauwkeurigheid minder dan 10 centimeter kunnen worden.

### Veiligheid
In 1836 werd in het Verenigd Koninkrijk een parlementaire commissie samengesteld om de oorzaak van de vele scheepsrampen na te gaan. Vastgesteld werd dat het lag aan ondeugdelijke ontwerpen en gebrekkige bouw. Overbelading werd niet genoemd. Een tweede commissie uit 1843 kwam tot dezelfde conclusie en in 1846 werd een wet aangenomen waarbij een raad van onderzoek naar scheepsrampen werd ingesteld.
In 1850 werd een wet aangenomen waarmee het Mercantile Marine Department van de Board of Trade ingesteld werd. In 1854 kwam de Merchant Shipping Act tot stand met bemannings-eisen, eisen aan vakbekwaamheid van de bemanning en de exploitatie van koopvaardijschepen. Ook werd hierin geregeld dat bij onderzoek naar scheepsrampen, de diepgang voor en achter vermeld werd. Dit was moeilijk gezien het ontbreken van diepgangsmerken.
James Hall, een scheepseigenaar uit het noorden van Engeland, maakte zich zorgen over de hoge verzekeringskosten. Hij vroeg de Board of Trade onderzoek te doen naar de vele scheepsrampen - deze waren verdubbeld in 30 jaar tijd - en overbelading werd gevonden als een van de oorzaken.

Plimsollmerk

In 1871 diende Samuel Plimsoll een wetsontwerp in betreffende de uitwatering. Zware tegenstand van een kleine groep scheepseigenaren volgde, maar Plimsoll ging het gevecht aan. In 1873 kwam Our Seamen, an Appeal uit, wat erg veel indruk maakte in het hele land. In 1875 verwierp Disraeli het wetsontwerp nog, maar onder grote druk van het publiek werd het in 1876 opgenomen in de Merchant Shipping Act. Daarmee werd het verplicht gesteld een uitwateringsmerk aan te brengen; een cirkel met een streep erdoor, het plimsollmerk.
Er waren echter nog geen wettelijke bepalingen voor de positie van het merk. In 1883 werd een commissie samengesteld die de criteria aan moest geven voor de positie. De voorstellen van deze commissie werden pas in 1890 van kracht.
In 1906 werden wetten aangenomen waardoor schepen onder buitenlandse vlag die Britse havens aandeden, verplicht werden een plimsollmerk te hebben. De wet van 1906 werd geheel overgenomen door Nederland, waardoor Nederlandse schepen gelijk voldeden aan de Britse eisen.
De eisen zijn sindsdien diverse malen aangepast, onder meer in 1930. Dit was de eerste internationale overeenkomst voor wereldwijde geldigheid.
Na het zinken van de Titanic werd in 1914 de SOLAS aangenomen waarin minimum veiligheidseisen werden gesteld aan schepen.

### Scheepstypen

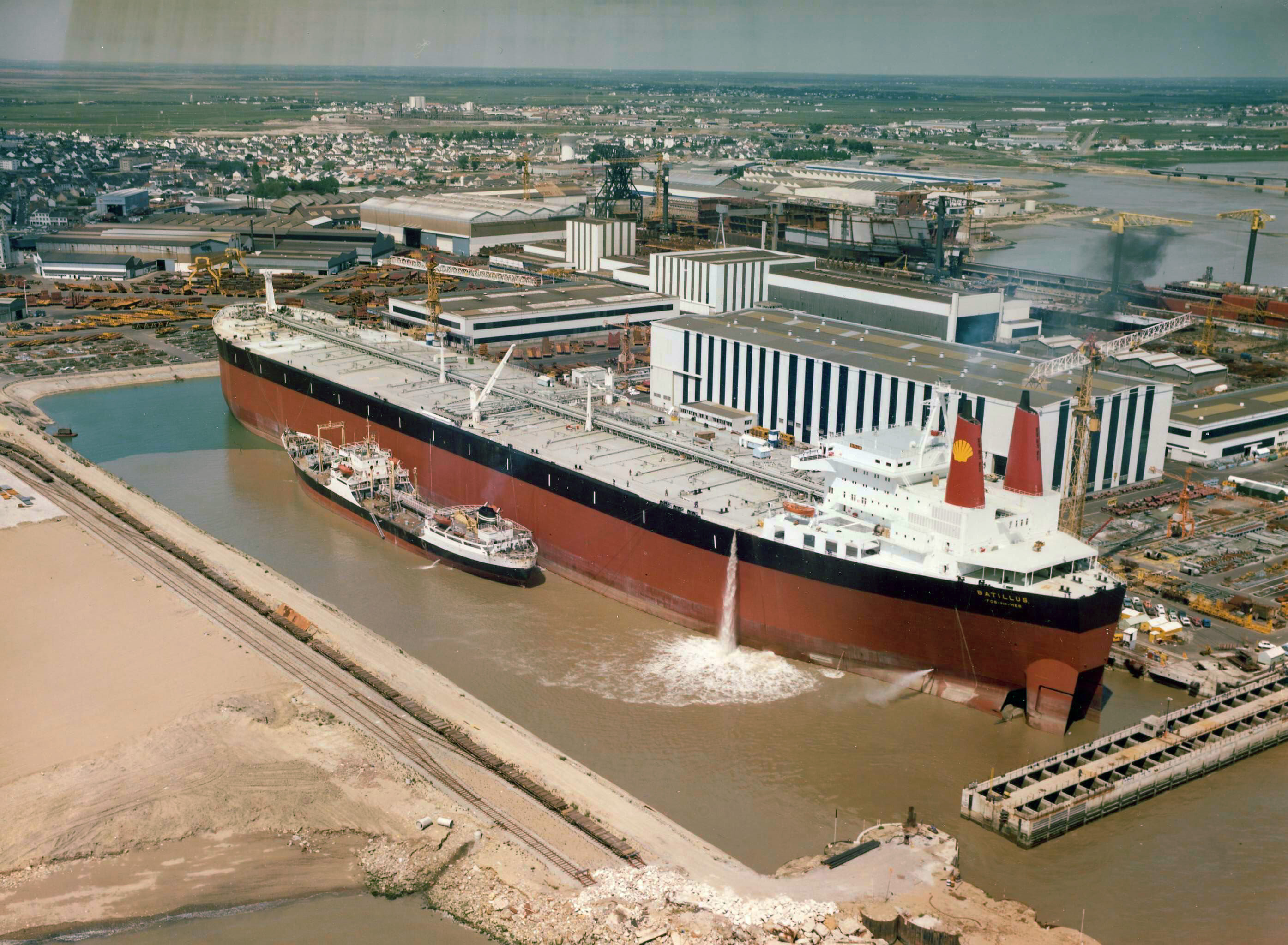
De Batillus krijgt bunkers kort na zijn voltooiing in 1976 op de werf Chantiers de l'Atlantique in Saint-Nazaire.
Door schaalvergroting stegen de reële transportkosten vrijwel niet, waardoor het relatieve aandeel ten opzichte van de prijs van de te vervoeren goederen daalde. Zo maakten transportkosten in 1960 zo'n 30% uit van de prijs in Europa van olie uit het Midden-Oosten, terwijl dit tegenwoordig minder dan 5% is

Deze periode kenmerkt zich ook doordat schepen steeds gespecialiseerder worden. De gespecialiseerde vaart onderscheidt zich van bulkvaart en lijnvaart door het gebruik van specifiek voor een bepaalde lading ontworpen schepen. Bij een aantal is de markt zo groot geworden, dat men deze niet meer tot gespecialiseerd vervoer rekent. Dit geldt onder meer voor supertankers en containerschepen.
De eerste tanker was de Vaderland. De in 1886 gebouwde 3000 ton dwt Gluckauf wordt echter algemeen als de pionier van de tankvaart gezien. Tijdens de Tweede Wereldoorlog werden honderden T2-tankers gebouwd met een draagvermogen (dwt) van zo'n 16.000 ton. Aanvankelijk bleef de grootte van de tankers vrijwel gelijk, maar na de Tweede Wereldoorlog begon een langzame schaalvergroting, een reactie op de sterke economische groei. De tweede helft van de 20e eeuw was een lange periode van hoogconjunctuur. Dit geldt vooral de eerste dertig jaar na de oorlog, ook wel trente glorieuses. Tussen 1950 en 1998 werd de wereldeconomie zesmaal zo groot. Om deze groei mogelijk te maken, was energie nodig, wat aanvankelijk vooral uit steenkool werd gewonnen, maar in deze periode in toenemende mate uit aardolie. Waar de olieraffinage voor de Tweede Wereldoorlog vaak bij de bron werd uitgevoerd, verschoof dit naar de plaats waar de verbruikers zaten. Ook begon in deze periode de olieproductie in het Midden-Oosten op gang te komen. In plaats van productentankers voeren steeds meer ruwolietankers van bron naar markt. Al gauw werden tankers gebouwd zodat ze nog net door het Panamakanaal konden. Het bleek daarna economischer om nog grotere Aframax tankers te bouwen. Toen de gunstige heffingen voor die tankers wegvielen, werden nog grotere gebouwd, die nog net door het Suezkanaal konden. Waar de tankervloot voor de oorlog nog vooral in beheer was van de oliemaatschappijen zelf, verschoof dit steeds meer naar independents.
Voor de tankerreders was echter de Zesdaagse Oorlog van 1967 van groter belang. Het Suezkanaal ging daardoor dicht tot 1975. De vrachtprijzen schoten omhoog door het tekort aan scheepsruimte nu de tankers Kaap de Goede Hoop moesten ronden en daardoor langer onderweg waren. De nieuwe tankers werden groter gebouwd, omdat ze niet meer aan de beperking van het Suezkanaal gebonden waren en omdat dat economisch voordeel opleverde. In enkele jaren tijd groeide de grootte van tankers tot meer dan 500.000 ton dwt, terwijl er zelfs plannen waren voor tankers van 1.000.000 dwt. De VLCC's werden ontwikkeld, maar de meeste bleven wel Malaccamax, zo'n 320.000 ton. In 1969 werden de eerste ULCC's gebouwd. De grootste ooit was de in 1981 voltooide Seawise Giant van Tung Chao Yung, hoewel de vier schepen uit de Batillus-klasse een grotere bruto-tonnenmaat hadden. Ondanks dat de tankervloot jaarlijks zo'n 12 procent groeide rond 1970, bleef er een tekort aan scheepsruimte bestaan. In 1973 resulteerde dit in een enorme toename van het aantal nieuwbouworders, vooral van oliemaatschappijen die in wilden lopen op de sneller reagerende independents, die enorme prijzen konden vragen voor hun schepen. Terwijl de bestaande tankervloot zo'n 150 miljoen ton was, werd in één kwartaal voor 75 miljoen ton aan schepen besteld, ondanks dat de nieuwbouwprijzen verdubbelden.

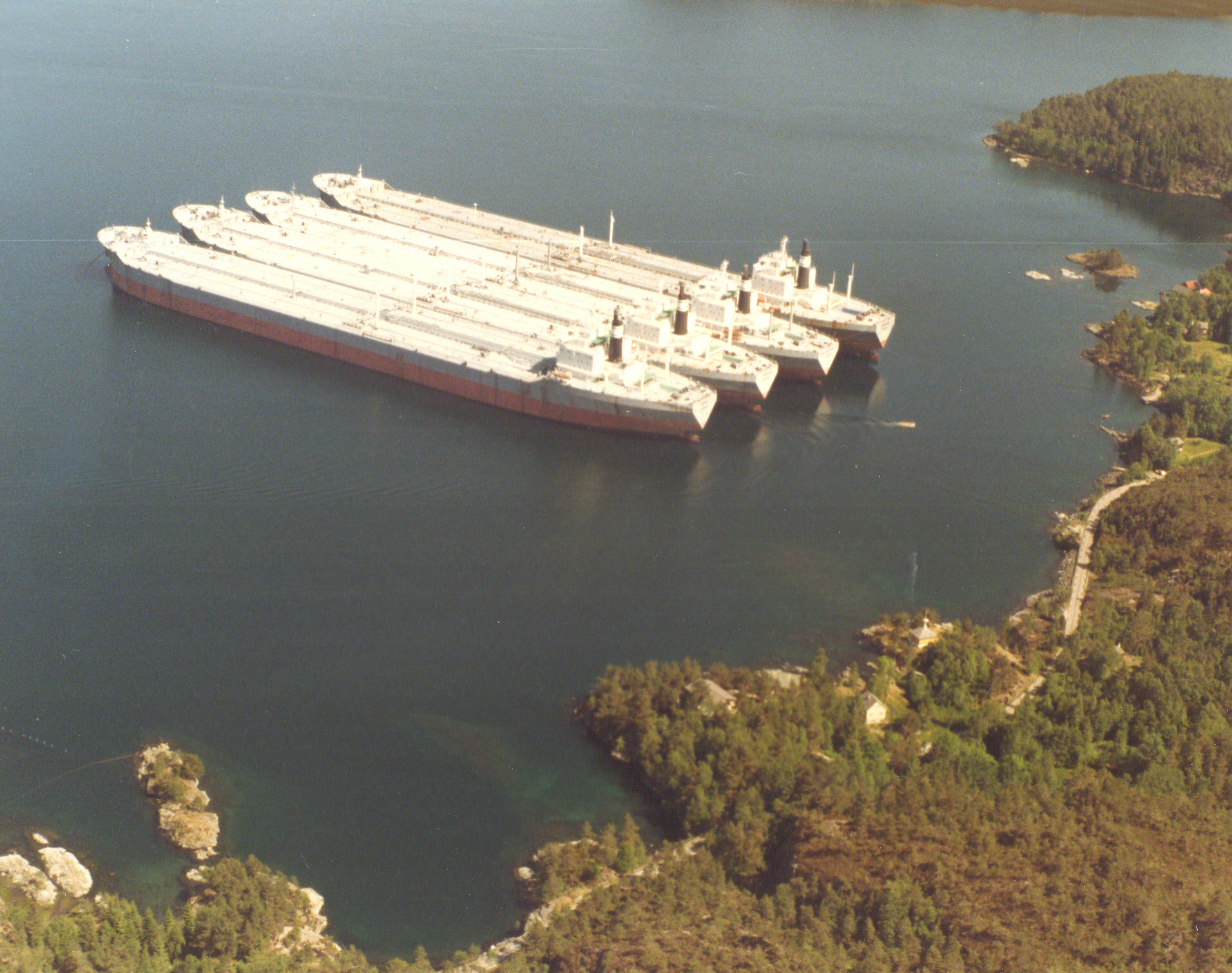
De VLCC's Nerva, Aurelian, Kong Haakon VII en Octavian van Reksten opgelegd in een Noors fjord bij Tysnes. Reksten werd hard geraakt door de neergang na de oliecrisis van 1973 nadat hij net daarvoor de rederij Anglo Norness van Zapata had gekocht voor $208 miljoen

Op 10 oktober 1973 brak de Jom Kipoeroorlog uit die leidde tot de oliecrisis van 1973 waarbij de prijs van olie verdrievoudigde naar $10 per vat, wat de economische groei tot stilstand bracht. Schepen die net van de werf waren gelopen, werden soms direct opgelegd. Bovendien ging in 1975 het Suezkanaal weer open. Toen het in 1979 weer iets beter begon te worden, zorgde de Iraanse Revolutie voor de tweede oliecrisis, waardoor de olieprijs naar de $30 schoot. Schepen werden soms al gesloopt terwijl ze nog geen tien jaar daarvoor in de vaart waren gekomen. Pas eind jaren 1980 viel er weer geld te verdienen in de tankvaart.
Een apart type tanker is de chemicaliëntanker. Deze schepen zijn aanzienlijk kleiner en de tanks zijn van roestvast staal of hebben een coating om de chemicaliën te kunnen vervoeren. Kleinere hoeveelheden chemicaliën worden ook wel in tankcontainers of tanktainers vervoerd.
Een van de eerste mechanisch voortgestuwde schepen die ontstonden waren de sleepboten. Nederland bouwde rond de Tweede Wereldoorlog een hegemonie op in de zeesleepvaart. De beroemdste sleepboot is waarschijnlijk de Zwarte Zee uit 1933. Hoewel de rol van Nederland in de sleepvaart niet meer zo groot is, wordt door het Nederlandse Damen 40% van de sleepboten ter wereld gebouwd.

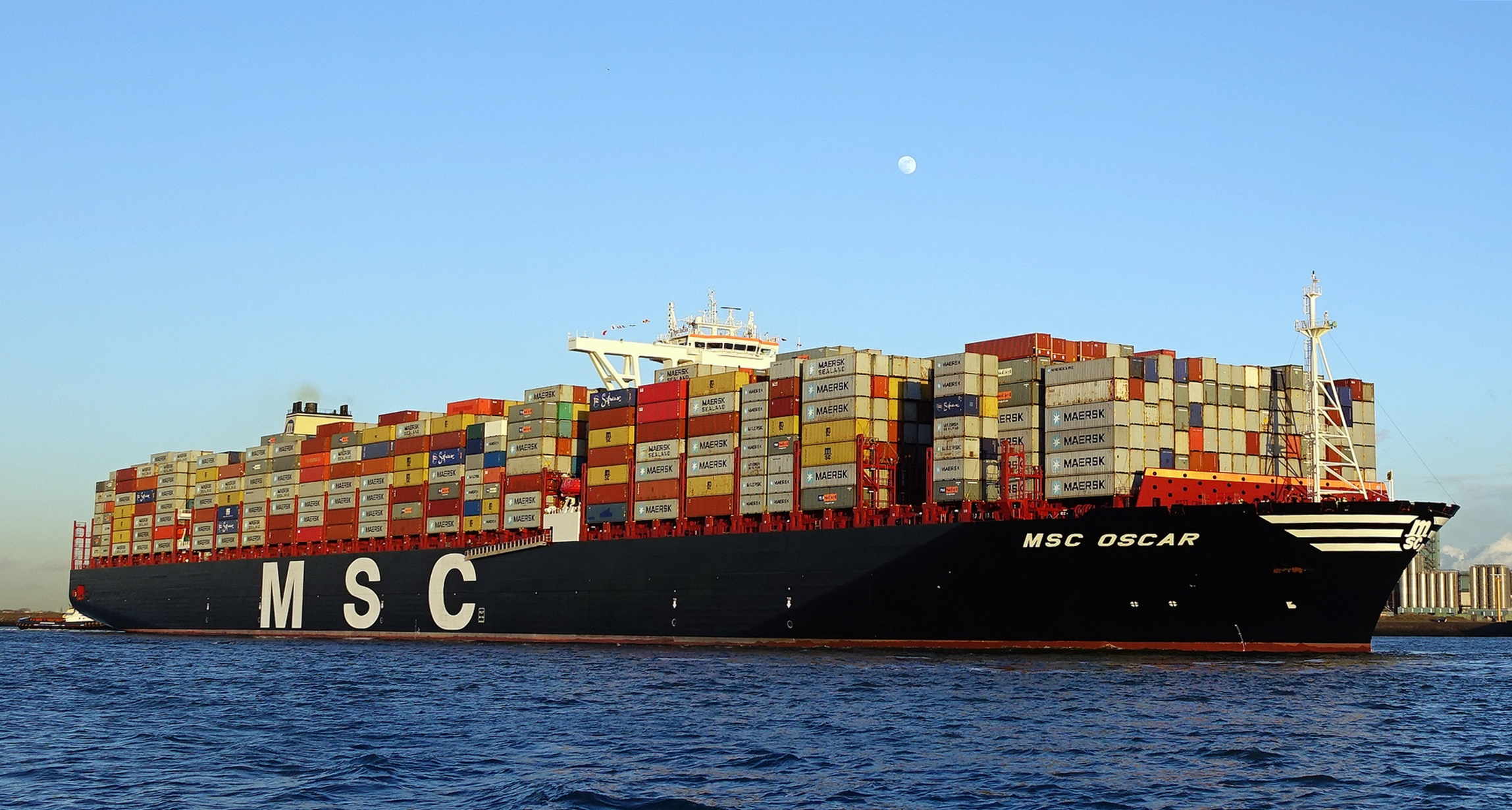
Een van de grootste containerschepen ter wereld, de MSC Oscar

Het containerschip is een ander revolutionair scheepstype. Het laden en lossen van schepen gebeurde al millennia op min of meer dezelfde manier. Alle goederen werden apart gelost en geladen, wat langzaam en arbeidsintensief was. Aanvankelijk was de vrachtvaart niet goed in staat de met de florerende economie sterk toegenomen vraag naar transport op te vangen. In de bulkvaart vond vooral na de jaren 1950 een enorme schaalvergroting plaats en ontstonden onder druk van een sterk toegenomen vraag gespecialiseerde bulkcarriers, vooral gestimuleerd door multinationals die op zoek waren naar goedkope grondstoffen van goede kwaliteit. De lijnvaart kon aanvankelijk niet profiteren van deze schaalvergroting. Stukgoed was dusdanig arbeidsintensief dat lijnschepen zo'n twee derde van de tijd in de haven lagen te laden en te lossen. Toenemende wereldhandel, congestie in de havens en arbeidsonrust deed de transporttijd tussen Europa en de Verenigde Staten toenemen tot enkele maanden. Mechanisering bood hierbij een oplossing. Malcom McLean wordt beschouwd als de grondlegger van de containerisatie. In 1956 ontwikkelde hij de metalen container die de traditionele stukgoed-methode van laden en lossen revolutionair veranderde. Op 26 april 1956 werd een omgebouwde T2 tanker van McLean, de Ideal X – het tweede containerschip ter wereld na de Clifford J. Rogers – geladen in Newark, New Jersey en vertrok naar Houston, Texas met 58 35-foot containers aan dek, naast de gewone lading olie. Waar bij stukgoed de vervoerskosten nog rond de $6 per ton lagen, was dit bij nu slechts 16 cent per ton. Dit had vooral te maken met de hoge kosten in de haven, die tot dan tot tussen de 60-75% van de vervoerskosten bedroegen. Zo was berekend dat het verschepen van een trucklading medicijnen van 15 ton van Chicago naar Nancy $2485 kostte. Zo kon de vrachtprijs zo'n 25% uitmaken van de prijs van de goederen zelf en lag in de Verenigde Staten op gemiddeld 10%. Daarmee was dit een grotere handelsbarrière dan de in 1961 geldende invoerrechten van 7%, zodat import en export niet meer aantrekkelijk was.
De veel lagere vervoerskosten van containers maakten een enorme toename in de wereldhandel mogelijk en uiteindelijk zou het overgrote deel van het stukgoedvervoer hiermee plaatsvinden. Het bleek nu mogelijk dezelfde lading in een week van kust tot kust te verschepen en het maakte internationale handel op een tot dan toe ongekende schaal mogelijk. Tegenwoordig is het overgrote deel van de producten in een winkel vervoerd in een container.
Lange tijd werd de grootte van containerschepen beperkt tot panamax, de maximale grootte om het Panamakanaal nog te kunnen passeren. De maximale capaciteit van deze schepen lag rond de 4500 TEU. Grotere schepen konden niet meer op alle routes worden ingezet en werden daarom nauwelijks gebouwd. Door de enorme toename van de wereldhandel werd dit steeds minder een bezwaar en vanaf 1996 werden in toenemende mate post-Panamaxschepen gebouwd. Daarna namen de schepen snel in grootte toe en tegenwoordig is de HMM Algeciras een van de grootste containerschepen ter wereld met een capaciteit van bijna 24000 TEU.

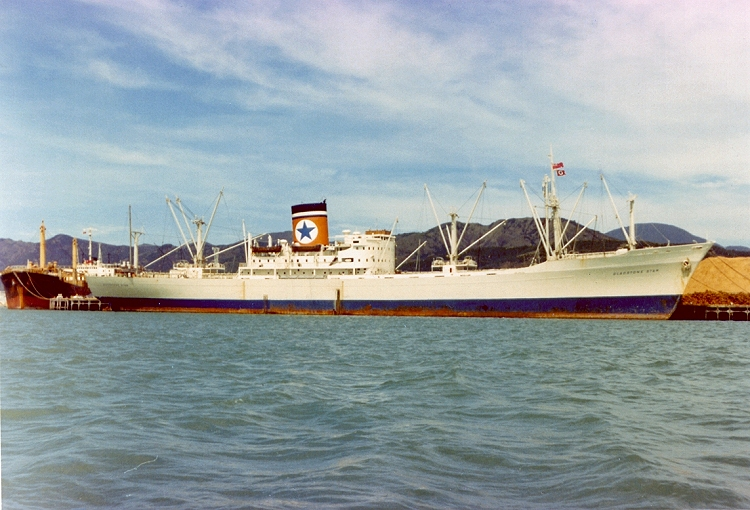
Het koelschip de Gladstone Star in Nelson.

De eerste koelschepen werden gebouwd aan het einde van de 19e eeuw. Door het vervoer van bevroren vlees en vis en gekoeld fruit en zuivel konden landen als Argentinië en Nieuw-Zeeland hun exportgebied sterk vergroten, terwijl in veel westerse landen het voedingspatroon sterk uitgebreid kon worden. 
Schepen die worden gebruikt voor gekoeld vervoer zijn groter en vooral sneller dan vriesschepen om het bederf van de gekoelde lading zo veel mogelijk te beperken. Bekend werden de witte fruitjagers van de United Fruit Company, later Chiquita. De grote concurrent was Standard Fruit Company, tegenwoordig Dole. Het Nederlandse Seatrade is een andere belangrijke speler.
De opkomst van de container was ook hier van invloed met de komst van de koelcontainer. De meest voorkomende is de geïntegreerde koelcontainer met een eigen koelinstallatie die alleen aangesloten hoeft te worden op het elektriciteitsnet. Daarnaast zijn er porthole-container voor schepen uitgerust met conair, geïsoleerde containers met 2 gaten zonder eigen koelinstallatie. Dit vereist specifieke schepen en walinstallaties, waardoor dit type alleen gebruikt wordt op bepaalde routes. Door het gebrek aan flexibiliteit komen deze containers steeds minder voor.
Vanaf halverwege de tweede helft van de negentiende nam de migratie naar de Verenigde Staten sterk toe en daarmee de trans-Atlantische passagiersvaart. Hierbij werden steeds snellere en luxueuzere passagiersschepen gebouwd en deze oceaanlijners streden jarenlang om de Blauwe wimpel, de onderscheiding die schepen krijgen als ze een nieuw snelheidsrecord vestigen bij het oversteken van de Atlantische Oceaan. Met de ontwikkeling van de luchtvaart kwam er in de tweede helft van de twintigste eeuw een einde aan deze vaart. Daaruit ontstond echter de cruisevaart, dat aanvankelijk werd gebruikt als invulling van het laagseizoen in de lijnvaart. Met de toenemende welvaart werd dit een sterk groeiende industrie met steeds groter wordende cruiseschepen waarbij schepen in de vaart kwamen die meer dan 8000 mensen - bemanning en passagiers - mee kunnen nemen.

### Britse Rijk
De Glorious Revolution van 1688 was het einde van een lange periode van interne onrust in Groot-Brittannië. De politieke stabiliteit was een van de oorzaken dat het Britse Rijk uit kon groeien tot het uiteindelijke enorme imperium dat een kwart van het aardoppervlak bestreek. Andere oorzaken waren de geografisch voordelige ligging van de Britse eilanden, het aanpassingsvermogen van de politieke instituten ten opzichte van die op het vasteland, de concentratie van surplus kapitaal en de uitgebreide ervaring van economische organisaties in zijn utilisatie, economische overwicht door de industriële revolutie en de betrekkelijke vrijheid van de ontwrichtende oorlogen en revoluties in de rest van Europa.
Tussen het Congres van Wenen van 1815 en de Frans-Duitse Oorlog van 1870 was het Verenigd Koninkrijk de enige volledig geïndustrialiseerde macht in de wereld. Haar industrie produceerde meer dan 30% van de totale wereldproductie. Als de werkplaats van de wereld kon het Verenigd Koninkrijk producten zo goedkoop fabriceren, dat ze in het buitenland vaak goedkoper waren dan de producten uit dat land zelf. Daarnaast beheerste de Royal Navy de zeeën na de val van Napoleon in 1815, de Pax Britannica.
Hierdoor kon het mercantilisme, de bescherming van de economie door de staat die de eerste periode van koloniale expansie kenmerkte (bijvoorbeeld de Engelse Scheepvaartwetten), vervangen worden door het economische liberalisme, de vrije handel. Het Verenigd Koninkrijk was echter veel meer geneigd om vrije handel op te dringen aan andere landen, dan deze toe te passen op de eigen markten.
De Amerikaanse Onafhankelijkheidsoorlog markeerde het einde van het eerste Britse Rijk. Na deze eerste periode van kolonialisme verschoof de aandacht naar Azië en later Afrika. Het verlies van de Verenigde Staten toonde aan dat koloniën op economisch vlak niet altijd zo'n zegen waren. Groot-Brittannië had nog altijd een monopolie op de handel met zijn voormalige kolonie, maar hoefde niet meer betalen voor de verdediging en het bestuur.
De lessen die Groot-Brittannië had geleerd na het verlies van de Verenigde Staten, dat zelfs ex-koloniën nog altijd op economisch vlak erg waardevol zijn, droeg bij tot het toekennen van een eigen regering aan Canada en Australië, zogenaamde dominions, tussen 1840 en 1860.
Tijdens de tweede industriële revolutie zag de opkomst van de industrialisatie van andere landen zoals de Verenigde Staten en Duitsland. Hierdoor nam de Britse dominantie af en werd er weer teruggegrepen naar afscherming van de eigen markt. Om toch het afzetgebied te kunnen vergroten, werd de toevlucht gezocht in toenemende kolonisatie. Ondanks aanvankelijke tegenstand van Otto von Bismarck deed Duitsland hier uiteindelijk ook aan mee en begon aan de opbouw van de Kaiserliche Marine.
In de wapenwedloop die volgde introduceerde de Royal Navy de HMS Dreadnought in 1906. Dit slagschip was dusdanig revolutionair dat alle oudere slagschepen op slag verouderd waren. Het maakte als eerste gebruik van bewapening met uitsluitend geschuttorens met zwaar kaliber geschut.

### Verenigde Staten
Tijdens de Amerikaanse Revolutie had de koopvaardijvloot een belangrijk aandeel in de Amerikaanse overwinning. Na de onafhankelijkheid waren Amerikaanse schepen uitgesloten van de koloniale handel met het Britse rijk. Met andere Europese landen was er wel een levendige handel door de behoefte aan Amerikaanse landbouw- bos en visproducten. Met West-Indië werd hout en voedsel verhandeld voor rum, melasse, en suiker. In 1787 werd de eerste reis op Java en China gemaakt door de Empress of China.
Tijdens de Amerikaanse Burgeroorlog werden een aantal technieken en scheepstypen voor het eerst gebruikt. Zo was de slag tussen de USS Monitor en de CSS Virginia de eerste keer dat bepantserde schepen in actie kwamen tegen elkaar. De grotere manoeuvreerbaarheid van het stoomschip ten opzichte van een zeilschip zorgde voor een korte opleving van het gebruik van ramstevens tijdens de burgeroorlog.
De Amerikaanse marine kon tijdens de Oorlog van 1812 ondanks een aantal overwinningen niet voorkomen dat de Britten havens blokkeerden en aan land gingen wanneer ze wilden. Gedurende 40 jaar hierna groeide de Amerikaanse scheepvaart en scheepsbouw. In 1816 begon de Black Ball Line een passagiersdienst tussen New York naar Liverpool. De jaren 50 van de 19e eeuw waren het meest voorspoedig voor de Amerikaanse koopvaardij. Nadat in 1849 de Engelse Scheepvaartwetten werden afgeschaft, konden Amerikaanse schepen participeren in de lucratieve theehandel tussen China en Groot-Brittannië. Het tonnage nam toe van 943.000 ton in 1846 tot 2.226.000 ton in 1857.
Vooral tijdens de Californische goldrush hielp de scheepvaart de oostkust met de westkust te verbinden. Na de Amerikaanse burgeroorlog ging de scheepvaart echter achteruit door de groei van de spoorwegen. Daarnaast werden zeilschepen vervangen door stoomschepen en Europese scheepsbouwers hadden een snelle technische vooruitgang geboekt en lagen de loonkosten lager. Het Verenigd Koninkrijk nam de leiding in de bouw van ijzeren en stalen stoomschepen. Aan het begin van de 20e eeuw was er slechts één Amerikaanse trans-Atlantische dienst. Minder dan tien procent van de Amerikaanse import en export werd vervoerd door Amerikaanse schepen.
President Theodore Roosevelt, die onderminister van de marine was geweest, liet de marine sterk uitbreiden. In 1907 liet hij de Great White Fleet rond de wereld varen om de macht van de Verenigde Staten te onderstrepen. Roosevelt zag ook het strategische belang van het Panamakanaal en zorgde ervoor dat de Fransen uitgekocht werden.
Tijdens de Eerste Wereldoorlog stapelden de goederen zich op in Amerikaanse havens doordat buitenlandse schepen gevorderd werden door de oorlogvoerende landen. Toen de Verenigde Staten in 1917 ook aan de oorlog gingen meedoen, waren ze overgeleverd aan buitenlandse schepen voor het vervoer van troepen en materieel. Een groot scheepsbouwprogramma werd opgestart. De Hog Islanders werden in grote serie gebouwd, maar waren pas na de oorlog gereed. De Amerikaanse marine zag weinig actie, maar werd na de oorlog sterk uitgebreid.
In 1920 werd de Jones Act aangenomen, een protectionistische wet die stelt dat alleen tussen Amerikaanse havens alleen Amerikaanse schepen lading mogen vervoeren.

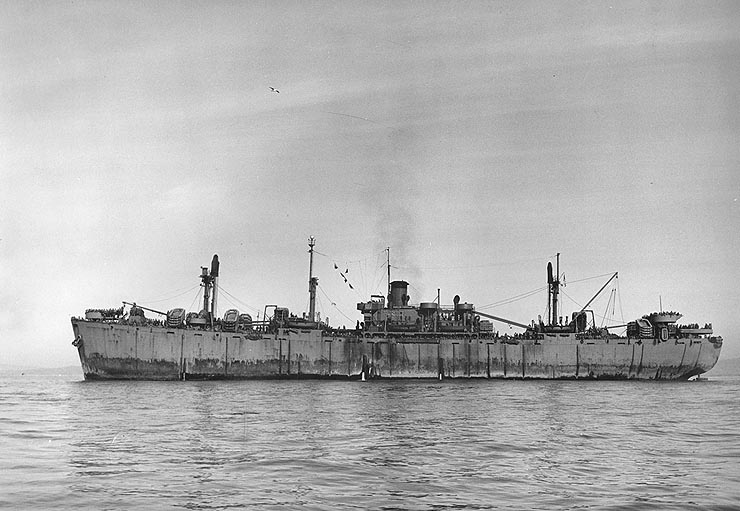
Libertyschip SS Carlos Carrillo

Door de Grote Depressie kromp de Amerikaanse koopvaardijvloot naar een zeer laag niveau. Toen de Merchant Marine Act in 1936 werd goedgekeurd door het Amerikaans Congres was er feitelijk geen koopvaardijvloot. De wet voorzag in de bouw van 500 schepen in een periode van tien jaar. Tijdens de Tweede Wereldoorlog bouwden Amerikaanse werven zo’n 5600 koopvaardij- en oorlogsschepen, waaronder Victory’s en Liberty’s.
Na de oorlog werden veel van deze schepen gebruikt door Amerikaanse rederijen, maar al gauw werden deze overvleugeld door de efficiëntere vloten van Japan en Europa, die lagere loonkosten hadden. In 1948 werd ongeveer 60 procent van de buitenlandse handel vervoerd door schepen onder Amerikaanse vlag. Midden jaren 80 was dit nog maar 4 procent, hoewel de Verenigde Staten de grootste economie is ter wereld en 95 procent van de buitenlandse handel, afgezien van de handel met Canada en Mexico, via zee wordt vervoerd.
Naast de koopvaardijvloot houdt de Amerikaanse overheid een vloot aan voor het vervoer van troepen en materieel in het geval van oorlog. De Ready Reserve Fleet en de Military Sealift Command bestaan uit zo’n 400 schepen.
Hoewel aanvankelijk verzwakt door de aanval op Pearl Harbor, werd de oorlogsvloot tijdens de Tweede Wereldoorlog sterk uitgebreid. Na de oorlog werden veel schepen aanvankelijk opgelegd, maar de Koude Oorlog zorgde ervoor dat de vloot weer sterk uitgebreid werd. Tegenwoordig is de Amerikaanse marine de sterkste ter wereld met een vloot die groter is dan die van de zeven volgende marines.

### Rusland
Ondanks de successen die de Russen boeken tegen de Turken, zorgde de langzame technische en economische groei in de eerste helft van de 19e eeuw ervoor dat Rusland een achterstand opliep op het gebied van de bouw van stoomschepen. In 1826 werd de eerste bewapende stoomboot gebouwd in Rusland, de Izhora. Toen de Krimoorlog in 1853 uitbrak waren er slechts weinig stoomschepen. Met de Vrede van Parijs verloor Rusland de rechten op een oorlogsvloot in de Zwarte Zee.
De zeilvloot verloor zijn betekenis en werd snel vervangen door stoomschepen, waaronder het eerste kanonneerboot met stalen bepantsering, de Opyt. Viceadmiraal Stepan Makarov lanceerde de eerste torpedo vanaf een boot. Hij liet ook de eerste echte ijsbreker bouwen, de Jermak, waarmee hij in 1899 en 1900 twee expedities maakte in de Arctis.
Een van de meest ongewone oorlogsschepen ooit, de Novgorod, werd gebouwd in 1873.
De olieindustrie in Azerbeidzjan kreeg vanaf 1872 te maken met een ware oliekoorts. In 1878 liet Robert Nobel voor zijn Branobel de eerste tanker bouwen in Zweden, de Zoroastr, voor het vervoer van olie over de Kaspische Zee. In 1890 voeren er al 345 tankers rond. Zo'n 40% van de scheepvaart in Rusland vond in deze tijd plaats in de Kaspische Zee.
Aan de vooravond van de Russisch-Japanse Oorlog in 1904 werd de Russische marine beschouwd als de op twee na sterkste ter wereld. De Russen werden echter vernietigend verslagen door de Japanners in de slag bij Port Arthur. Er werd een ambitieus scheepsbouwprogramma begonnen om de schepen te vervangen die in deze oorlog waren verloren met moderne dreadnoughts. Tijdens de Eerste Wereldoorlog had de marine maar een beperkte rol door de vele mijnenvelden.
De Russische zeelieden verwelkomden de Russische Revolutie, waar ze ook aan deelnamen. Al in 1905 was er de muiterij op de Potemkin. De Aurora was het eerste schip van de Sovjet-marine. Een schot van deze panterkruiser was het begin van de Oktoberrevolutie. De opbouw van de marine na de revolutie verliep langzaam. Pas met het begin van de industrialisatie 1930 werd begonnen met een scheepsbouwprogramma, wat echter niet voltooid werd toen de Tweede Wereldoorlog uitbrak. Door mijnenvelden was een groot deel van de Sovjetvloot in de Oostzee geblokkeerd.
Na de oorlog werd begonnen aan de opbouw van een vloot die kon wedijveren met die van het Westen. Na de val van de Sovjet-Unie werd deze vloot verwaarloosd en uiteindelijk verdeeld over de voormalige Sovjet-republieken. De verwaarlozing culmineerde in het verlies van de Koersk.

### Duitsland
Hoewel er al in de 16e eeuw pogingen waren geweest vanuit Duitsland om koloniën te stichten, waren deze maar van korte duur geweest. In de 19e eeuw begon het proces van de vereniging van de Duitse staten. Dit resulteerde in 1871 in de stichting van het Duitse Rijk. De grote man achter deze vereniging was de premier van Pruisen, Otto von Bismarck. Bismarck was geen voorstander van kolonisatie, maar in 1888 werd Wilhelm II keizer en deze ontsloeg Bismarck in 1890. Wilhelm II was wel een voorstander van kolonisatie en begon met de opbouw van de Kaiserliche Marine. Duitsland had tijdens de tweede industriële revolutie een sterkere positie dan het Verenigd Koninkrijk, dat leed onder de wet van de remmende voorsprong. Om de Duitse macht op zee te benadrukken, werden snelle passagiersschepen gebouwd, zoals de Kaiser Wilhelm der Große en de Kronprinz Wilhelm van de in 1857 opgerichte Norddeutscher Lloyd en de Deutschland van HAPAG, die een geslaagde poging deden om de blauwe wimpel te veroveren.

### Japan
Door shogun Tokugawa Iemitsu werd in 1641 de Sakoku ingesteld, de afzondering van het Westen. Tijdens deze periode was het verboden zeegaande schepen te bouwen op straffe van de dood. De Nederlanders waren de enige westerlingen die handel mochten drijven met Japan via het eilandje Dejima. Dit duurde tot 1853 toen Matthew Perry van de United States Navy de Baai van Tokio invoer met vier oorlogsschepen en de macht van zijn kanonnen demonstreerde en eiste dat Japan zich openstelde voor de handel met het Westen. Deze schepen werden bekend als kurofune, de zwarte schepen. Een maand later arriveerde de Russische admiraal Jevfimi Poetjatin in Nagasaki met zijn stoomschip Pallada. Naar aanleiding hiervan bouwde Hisashige Tanaka de eerste Japanse stoommachine. In 1854 keerde Perry terug in Japan en werd de Conventie van Kanagawa getekend, waarmee een aantal Japanse havens werden opengesteld voor handel met de Verenigde Staten. Vanaf de jaren 40 van de 19e eeuw werd begonnen met de studie van de westerse scheepsbouw naar aanleiding van de westerse scheepvaart op China.
Vanaf 1852 werd de regering van de shogun door de Nederlanders gewaarschuwd over de plannen van Matthew Perry. Drie maanden na diens bezoek schrapten de Bakufu alle wetgeving die de bouw van grote schepen verbood en begon de bouw van een oorlogsvloot van zeilschepen in westerse stijl. Deze schepen werden gebouwd met behulp van Nederlandse handboeken en de kennis van Japanners die terugkwamen uit het Westen, zoals Nakahama Manjiro. Met zijn hulp werd in 1855 Japans eerste stoomschip gebouwd, de Unkoumaru.

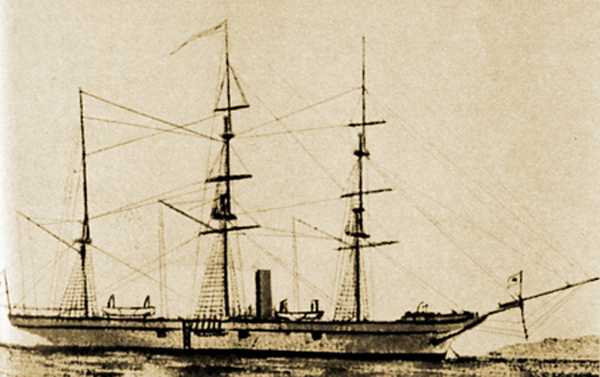
De Kanrin Maru, Japans eerste stoomoorlogsschip met schroefvoortstuwing, 1857.

In 1855 kocht Japan de Soembing van Nederland. Deze werd omgedoopt tot Kankō Maru en was Japans eerste stoomoorlogsschip. Ook werd het Nagasaki Marine Instituut opgericht vlak bij Dejima. In 1857 kocht Japan zijn eerste stoomoorlogsschip met schroefvoortstuwing, de Kanrin Maru. Officieren in opleiding werden naar westerse marine-instituten gestuurd voor meerdere jaren, zoals de toekomstige admiraal Enomoto die in Nederland studeerde van 1862 tot 1867.

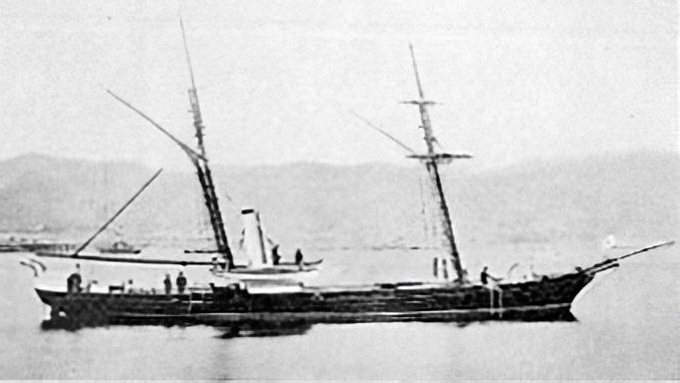
Japans eerste zelfgebouwde stoomoorlogsschip, de Chiyodagata uit 1863.

In 1863 werd het eerste stoomoorlogsschip in Japan gebouwd, de Chiyodagata, een 140 ton kanonneerboot. Het schip werd gebouwd door Ishikawajima, dat zou uitgroeien tot een enorm industrieel concern en een van de pijlers van de Japanse scheepsbouw.
Na de vernederingen tijdens het bombardement van Kagoshima in 1863 en het bombardement van Shimonoseki in 1864 werd de modernisering versneld, waarbij vooral gebruik werd gemaakt van Franse en Britse expertise.
Aan het einde van het Tokugawa-shogunaat in 1867 had de Japanse marine acht moderne stoomoorlogsschepen rond het vlaggenschip Kaiyou Maru die werden gebruikt tegen keizerlijke strijdkrachten tijdens de Boshin-oorlog. Het conflict mondde uit in de slag bij Hakodate in 1869, Japans eerste moderne zeeslag.

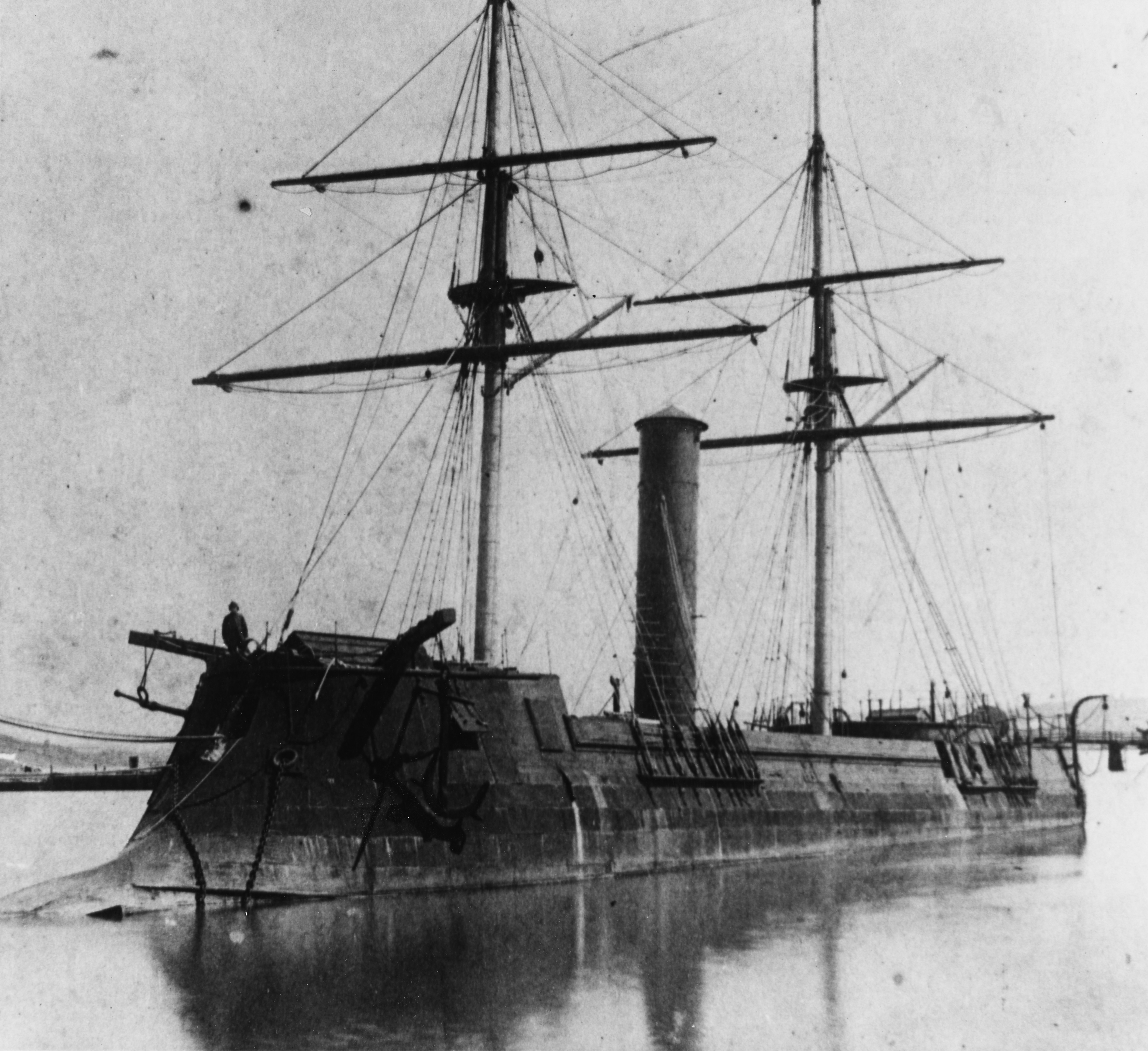
Kotetsu (ex CSS Stonewall), Japans eerste moderne ironclad, 1869.

Vanaf 1868 begon de in ere herstelde keizer Meiji met hervormingen om Japan te industrialiseren en te militariseren om het hoofd te kunnen bieden aan de Verenigde Staten en de Europese grootmachten. De nieuwe overheid begon aan een ambitieus plan om 200 schepen te bouwen, verdeeld over tien vloten, maar moest hier na een jaar van afzien door gebrek aan middelen. Interne strubbelingen, vooral de Satsumaopstand (1877), dwongen de overheid zich te concentreren op de landoorlog. In 1869 verkreeg Japan zijn eerste ironclad, de Kōtetsu, slecht tien jaar na de introductie van dit type in Europa met de Franse La Gloire. In 1870 werd per keizerlijk besluit de Britse marine als voorbeeld genomen van de Japanse marine.
Tijdens de jaren 80 van de 19e eeuw werd de Franse invloed het grootst dankzij de Jeune École-doctrine waarbij kleinere, snelle oorlogsschepen de voorkeur kregen, vooral kruisers en torpedoboten. Het succes van de Franse marine tegen China in de Chinees-Franse Oorlog van 1883-85 leek het potentieel van torpedoboten te bevestigen en was aantrekkelijk vanwege de gelimiteerde hulpbronnen van Japan.

#### Chinees-Japanse Oorlog

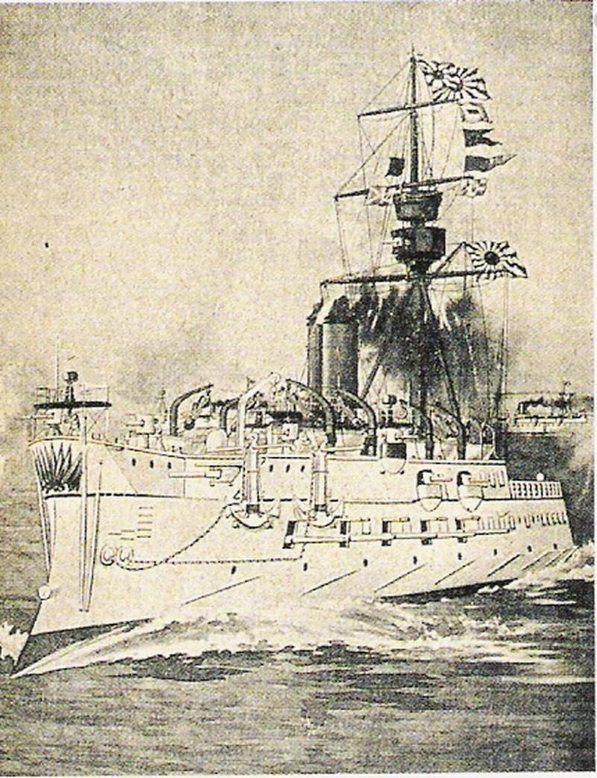
De in Frankrijk gebouwde Matsushima, vlaggenschip van de Japanse Keizerlijke marine tijdens de slag bij de Yalu-rivier (1894).

China begon met Duitse hulp ook aan de opbouw van een moderne marine. De spanning tussen de twee landen liep op over de macht over Korea en in 1894 begon de Eerste Chinees-Japanse Oorlog.
De Japanse marine vernietigde de noordelijke vloot van de Qing bij de monding van de Yalu tijdens de slag bij de Yalu-rivier. Hoewel Japan zegevierde bleken de twee grote Duitse slagschepen van de Chinese marine vrijwel ondoordringbaar voor de Japanse kanonnen. Hierop werden grotere, zwaarder bewapende slagschepen gebouwd.
In 1900 nam de Japanse Keizerlijke marine deel aan de onderdrukking van de Chinese Bokseropstand, waarbij de Japanners het grootste aandeel hadden.

#### Russisch-Japanse Oorlog

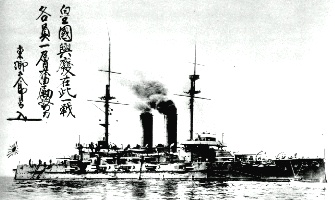
De Mikasa, het sterkste slagschip in die tijd, in 1905.

Na de Chinees-Japanse Oorlog en de vernederende teruggave van het schiereiland Liaodong aan China onder Russische druk (de Drie Landen-interventie), begon Japan aan de verdere opbouw van zijn strijdkrachten.
Deze voorbereidingen resulteerden in de Russisch-Japanse Oorlog (1904-1905). Tijdens de slag bij Tsushima, leidde Mikasa de Japanse vloot in wat wel de meest beslissende zeeslagen in de geschiedenis wordt genoemd. De Russische vloot werd hierbij volledig vernietigd, wat een enorme schok teweegbracht in het westen.

#### Tweede Wereldoorlog

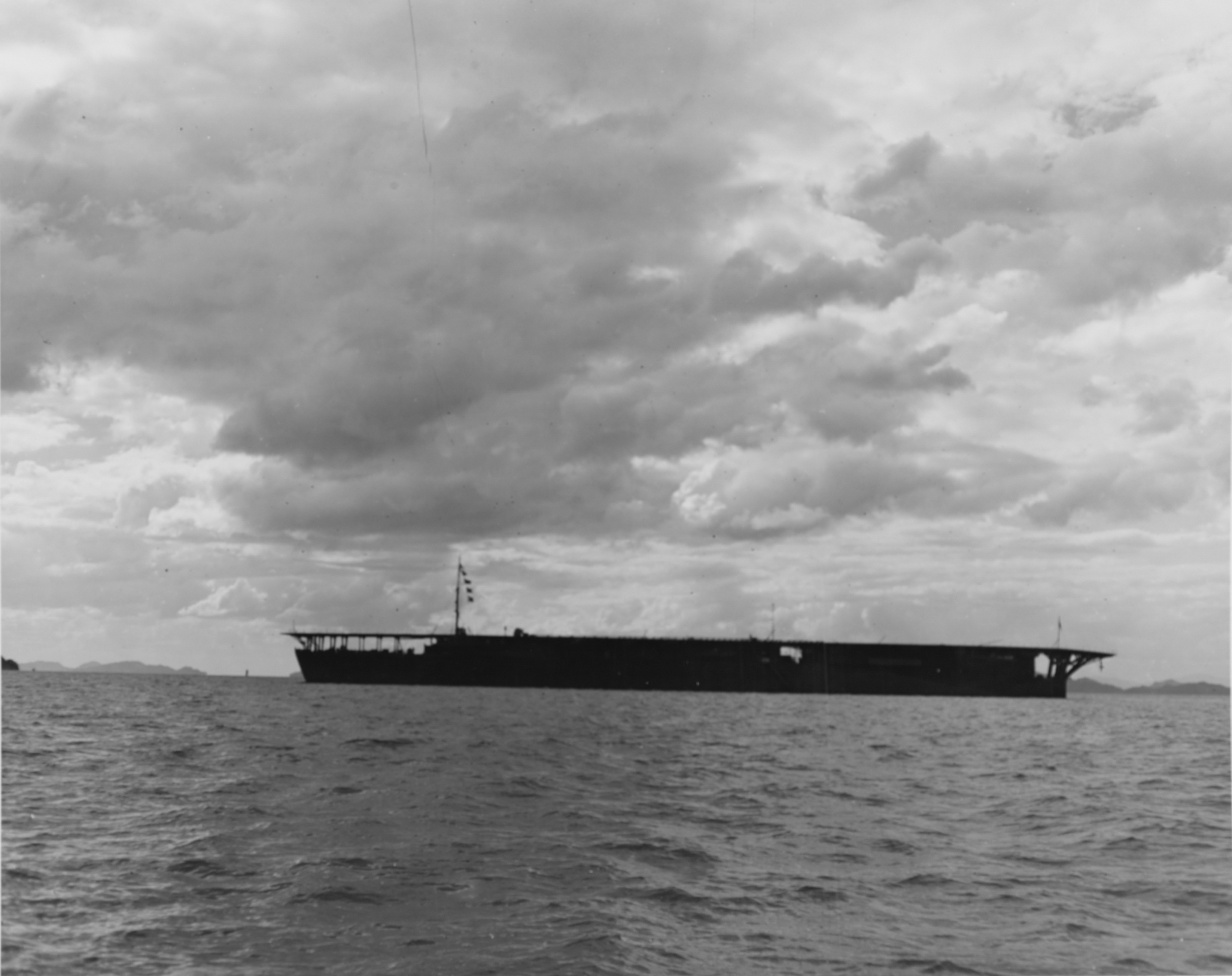
De Hosho, het eerste speciaal ontworpen vliegdekschip in de wereld, (1922).

In de jaren voor de Tweede Wereldoorlog begon de Japanse marine zich voor te bereiden op een confrontatie met de Verenigde Staten. De militaristische expansie en de Tweede Chinees-Japanse Oorlog in 1937 hadden Japan vervreemd van de Verenigde Staten dat werd gezien als een rivaal.
Om de expansionistische politiek te verwezenlijken moest de Japanse Keizerlijke marine ook de grootste marines in de wereld bevechten (Het Verdrag van Washington uit 1922 wees een ratio toe van 5/5/3 voor de marines van het Verenigd Koninkrijk, de Verenigde Staten en Japan). Numeriek was Japan in de minderheid en de industriële basis was beperkt, vooral in vergelijking met de Verenigde Staten. De nadruk kwam daarom te liggen op technologische superioriteit en agressieve tactieken.
Hierdoor had Japan aan het begin van de oorlog waarschijnlijk de meest geavanceerde marine ter wereld. De Japanse marine haalde in het begin spectaculaire overwinningen, zoals de aanval op Pearl Harbor, maar door de veel grotere productiecapaciteit en technologische verbeteringen van de Verenigde Staten verkregen deze uiteindelijk de overhand.

#### Na de Tweede Wereldoorlog
Na de oorlog werd de marine alleen voor de verdediging van het land gebruikt. Japan ontwikkelde zich in de jaren 60 tot een economische grootmacht door Keiretsus, conglomeraten, waarvan scheepsbouwbedrijven als Kawasaki Heavy Industries, IHI, Sumitomo Heavy Industries en Mitsubishi Heavy Industries. Het werd het grootste scheepsbouwland ter wereld tot het deze positie aan Zuid-Korea af moest staan, dat op zijn beurt in 2010 deze positie af moest staan aan China.
Het is, na Griekenland, het land met de meeste koopvaardijschepen met rederijen als Mitsui O.S.K. Lines, K Line en NYK Line.

### Zuid-Korea
Als een van de Aziatische Tijgers groeide de industrie van Zuid-Korea in de jaren 70 enorm. De scheepsbouw was een van de pijlers van de chaebols (Koreaanse conglomeraten), zoals Hyundai Heavy Industries, Samsung Heavy Industries en Daewoo Shipbuilding & Marine Engineering. Zuid-Korea is tegenwoordig het land met de grootste scheepsbouw, voor Japan en het opkomende China.
Het heeft ook een grote koopvaardijvloot met rederijen als Hyundai Merchant Marine en Hanjin Shipping.

### China
In 1793 verkondigde keizer Qianlong van de Qing-dynastie onder invloed van zijn minister Heshen aan een Britse delegatie dat China geen behoefte had aan Europese goederen. Daardoor konden Chinese goederen zoals porselein en vooral thee alleen met zilver betaald worden. De toch al negatieve handelsbalans en de slinkende voorraad zilver zorgden ervoor dat de Britten opium gingen verhandelen vanuit India. Dit leidde in 1839 uiteindelijk tot de Eerste Opiumoorlog. Hierin bleek hoe verouderd de Chinese marine met haar houten jonken was. De bloedige Taiping-opstand van 1851 tot 1864 verzwakte het land nog verder, terwijl van 1856 tot 1860 de Tweede Opiumoorlog werd gevoerd. Ook de Chinees-Franse oorlog van 1883-85 werd verloren. Onder Cixi werd een poging gedaan om de strijdkrachten te moderniseren, de Ziqiang-beweging. Door Li Hongzhang werd de Beiyang-vloot met Duitse hulp versterkt tot de sterkste vloot in Azië. Deze vloot werd echter tijdens de Eerste Chinees-Japanse Oorlog in 1894 echter vrijwel volledig vernietigd. Daarna volgde een periode van burgeroorlogen en invasies door Japan, zodat er geen sprake was van de opbouw van een serieuze vloot. Pas in toen de communisten in 1949 aan de macht kwamen werd weer begonnen aan de opbouw van een serieuze marine.
Vanaf 1978 werd begonnen met hervormingen van de Chinese economie. Een van de doelstellingen was om in 2015 het grootste scheepsbouwland ter wereld te worden. Deze doelstelling werd al in 2010 gehaald. De Chinese koopvaardijvloot is de vierde ter wereld, terwijl Shanghai sinds 2004 de grootste haven is ter wereld.

### Nederland
Na de Franse tijd was er niet veel over van de Nederlandse scheepvaart. Het herstel verliep aanvankelijk moeizaam. Het Verenigd Koninkrijk had weliswaar Nederlands-Indië weer overgedragen aan Nederland, maar ze hadden er wel een aandeel in de scheepvaart op Java aan overgehouden. Pas met de oprichting van de Nederlandsche Handel-Maatschappij NHM in 1824 kwam hierin verandering. Na de Java-oorlog werd in 1830 het Cultuurstelsel ingevoerd. Door het consignatiestelsel werden de opbrengsten van het cultuurstelsel aan de NHM in bewaring gegeven, die de winsten naar de Nederlandse schatkist overhevelde. Daarvoor werden Nederlandse schepen gebruikt door de NHM, die hiervoor een zeer goede prijs betaalde. Ook werd nieuwbouw gesubsidieerd. Hierdoor nam de vaart op Java enorm toe en werden in hoog tempo nieuwe schepen gebouwd. Rond 1850 stond Nederland, na het Verenigd Koninkrijk, de Verenigde Staten en Frankrijk, weer op de vierde plaats met zo'n 1800 zeeschepen, waaronder een dozijn stoomboten.
Daarnaast was er de veenkoloniale zeevaart. Ontstaan uit de turfvaart voeren Groninger schippers steeds verder over de wereld met hun kofschepen en schoenerbrikken.
Vanaf 1848 brak een periode van grote bloei aan. Dit kwam onder andere door de grote vraag naar graan en rijst nadat de aardappelziekte vanaf 1845 voor de hongersnood in Ierland had gezorgd. Bovendien werden in 1849 de Engelse Scheepvaartwetten afgeschaft. De vraag naar scheepsruimte werd verder door de Krimoorlog opgestuwd.
Door de economische crisis van 1857 stortte de vrachtenmarkt in, wat leidde tot een achteruitgang van de Nederlandse scheepvaart. Naar aanleiding daarvan werd in 1874 de parlementaire enquête naar de Nederlandse koopvaardij gehouden.
De Nederlandsche Stoomboot Maatschappij in 1823 en daarna door Paul van Vlissingen de Amsterdamsche Stoomboot Maatschappij ASM in 1825 werden opgericht. Het echte begin van de stoomvaart was in 1854 toen de Koninklijke Nederlandse Stoomboot-Maatschappij werd opgericht. Dit werd gevolgd door de Stoomvaart-Maatschappij Nederland in 1870 en de Stoomboot Rederij Rotterdamsche Lloyd in 1875. Na 1890 beleefde de scheepvaart weer een sterke groei.
Als gevolg van enkele Amerikaanse en Oostenrijkse successen werd het rammen weer populair. Zodoende werd voor de Koninklijke Marine in 1868 de Schorpioen in dienst gesteld. In datzelfde jaar werden drie zusterschepen door de marine in gebruik genomen: de Stier, de Buffel en de Guinea. Dit was een belangrijke modernisering van de Nederlandse vloot. Zij waren bedoeld ter vervanging van de houten schepen met stoom- en zeilkracht en gladloop voorlaadkanonnen van de Nederlandse marine.

### België
Tussen 1815 en 1830 was Antwerpen de belangrijkste haven van het Verenigd Koninkrijk der Nederlanden. In het begin van de 19e eeuw kende Antwerpen een opvallende economische groei. John Cockerill richtte in 1824 Cockerill Yards op.In 1828 werd met financiële steun van Willem I via de Nederlandsche Handel-Maatschappij in Antwerpen Bureau Veritas opgericht. In 1829 telde de vloot van de zuidelijke Nederlanden 182 schepen van in totaal 27.000 registerton. Dat was een zevende van de vloot van het Verenigd Koninkrijk der Nederlanden. Reder Saportas opende in 1828 een lijndienst Antwerpen-Brazilië. Na de Belgische Revolutie van 1830 en de hernieuwde Scheldetol (afgekocht in 1863) emigreerden meerdere Vlaamse reders naar Vlissingen. De Belgische onafhankelijkheid leidde tot stagnatie. In 1858 werd de rederij Cockerill opgericht, Armement Deppe volgde in 1860, Navigation Belgo-Américaine (beter bekend als de Red Star Line) in 1872. De volgende vijftig jaar reisden 2,3 miljoen emigranten met de Red Star Line naar Amerika. In 1935 werd de onderneming ontbonden. De eerste grote reders in Antwerpen waren Engelsen en Duitsers.
Bij het begin van Kongo-Vrijstaat in 1885, de privé-kolonie van Leopold II, bestond er geen rechtstreekse Belgische scheepvaartlijn. De Compagnie Gantoise de Navigation werd opgericht voor de vaart op Centraal-Afrika. Een langdurig succes werd de CGN niet. In 1895 werd de Compagnie Belge Maritime du Congo opgericht. Het zou de belangrijkste rederij in België worden. Aanvankelijk bestond de vloot uit schepen die in het Verenigd Koninkrijk gebouwd waren en bemand werden door Engelsen.
In 1897 wordt met de Belgica een expeditie ondernomen naar Antarctica tijdens de Belgische Antarctische expeditie.
In 1900 telde de Belgische koopvaardijvloot zeven zeilschepen en 73 stoomschepen. België stond op de zeventiende plaats van de wereldranglijst.
Dankzij Albert Thys kreeg CBMC in 1910 een meer Belgisch karakter. Er kwam een overeenkomst tussen de Britten, de Duitsers en de nieuwe Belgische bazen over een verdeling van de vracht en de passagiers, waarmee verhinderd moest worden dat de Belgische Compagnie door zware concurrentie van de kaart zou worden geveegd.
De Eerste Wereldoorlog vernietigde 40 % van de Belgische handelsvloot. Armement Deppe vervoerde tijdens de oorlog 62 % van de hulpgoederen van de Amerikaanse Commission for Relief naar België. Lloyd Royal Belge werd in 1916 gesticht. De Lloyd Royal Belge kende tot 1920 een uitzonderlijke bloei, maar werd overgenomen door de CMB door de crisis van 1930. De naam veranderde in Compagnie Maritime Belge (Lloyd Royal). CMB had de helft van het Belgische tonnage in bezit. Hierna werd niet alleen op Kongo gevaren, maar op de gehele wereld.
Aan de vooravond van de Grote Depressie telde de Belgische vloot opnieuw 202 schepen (543.000 ton). Cobelfret werd in 1939 opgericht vlak voor de Tweede Wereldoorlog. In 1940 kwam CMB onder Duits beheer. De vloot lag deels in vrij en deels in bezet gebied. De CMB-directie bedong dat de bezetter haar eigendomsrechten intact hield. CMB-schepen werden ingezet in beide kampen. 294 zeelieden van CMB verloren het leven op zee door de oorlog. CMB verloor 23 van de 31 schepen. Totaal gingen 56 schepen verloren gingen en stierven 900 matrozen en officieren. Na 1945 vloeiden aanzienlijke toelagen naar een jonge en vernieuwde vloot.
De onafhankelijkheid van Belgisch-Kongo in 1960 leidde tot een complete verrassing van het Belgische bedrijfsleven, waaronder CMB. De handel met Kongo kreeg een zware schok. De overname van Armement Deppe in 1960 was de eerste reactie van CMB op het Kongolese debacle. Deppe was de tweede grootste Belgische lijnrederij. CMB nam in 1961 Ufimar over en verwierf ruimere financiële middelen plus deelnemingen in SAIT en McAllister Rowing en Island Tug & Barge, twee Canadese ondernemingen in de sleepvaart, redding en riviertransport. In 1968 stapt CMB in het Dart-consortium. De drie schepen van Dart Container Line behoren op dat ogenblik tot de grootste ter wereld.
De IJslandvaart was een roemruchte periode in de Belgische visserij.
België neemt een vooraanstaande positie in in de baggerij met Jan de Nul en Deme.

### Griekenland
Vanaf halverwege de 19e eeuw groeide de Griekse scheepvaart. Deze legde zich toe op de wilde vaart waardoor ze niet afhankelijk waren van de conjunctuur van één land. De scheepvaart is in handen van rederijfamilies die vaak onderling trouwen, zodat het kapitaal binnen de families blijft. Een andere oorzaak van het succes is de Griekse methode om anticyclisch te investeren. Ze kopen dus schepen als deze goedkoop zijn en verkopen als ze duur zijn. Bekende namen zijn Aristoteles Onassis, Stavros Niarchos en Yiannis Latsis. De Grieken hebben zich toegelegd op de bulkvaart en bezitten vooral veel tankers en bulkcarriers. Griekse reders bezitten met ruim 17% van de wereldvloot in dwt, de grootste vloot ter wereld, voor Japan, Duitsland, China, Noorwegen en de Verenigde Staten.

### Offshore
Door het ontstaan van de offshore ontstonden nieuwe scheepstypen, zoals boorschepen en kraanschepen en nieuwe technieken zoals dynamic positioning.

## Wetgeving en verdragen

### lex Rhodia de iactu
Op Rodos, in die tijd het centrum van het internationale bankwezen, bestond vanaf 479 v.Chr. de lex Rhodia de iactu, een zeewet met 66 regels, waarin onder andere al het averij-grosse geregeld werd. Het belang hiervan blijkt uit een citaat dat de Romeinse jurist Lucius Volusius Maecianus toeschrijft aan Antoninus Pius of Marcus Aurelius waarin deze aangeeft dat de lex Rhodia nageleefd moet worden. Aan het einde van de 19e eeuw werd er nog aan gerefereerd in de Britse Hoge Raad.

### Rôles d'Oléron
De Rôles d'Oléron waren gebaseerd op de Consolato del Mare en werden uitgevaardigd door Eleonora van Aquitanië op Île d'Oléron rond 1160. Vanuit Aquitanië was er een grote wijnexport naar onder andere Engeland en Île d'Oléron nam daarin een belangrijke plaats in. In de Lage Landen werden de wetten bekend als het Waterrecht van Damme.

### Verdrag van Tordesillas
In 1494 werd met het Verdrag van Tordesillas de opdeling van de niet-Europese wereld tussen Spanje en Portugal - die de eerste ontdekkingsreizen organiseerden - geregeld.
Paus Alexander VI bepaalde na de ontdekking van de Nieuwe Wereld dat alles ten westen van een bepaalde lijn (480 km van Kaap Verde) toebehoorde aan Spanje, en alles ten oosten daarvan aan Portugal. In het verdrag van Tordesillas stemde Spanje ermee in dat deze lijn naar het westen werd verlegd (1170 km van Kaap Verde). Hierdoor werd het later ontdekte Brazilië Portugees bezit. Bij het Verdrag van Zaragoza (1529) werd deze lijn tot in de Stille Oceaan doorgetrokken.
Deze demarcatielijn zorgde er ook voor dat de zeeën verdeeld werden tussen de Portugezen en de Spanjaarden.

### Mare Liberum
In 1604 publiceerde Hugo de Groot De iure praedae (over het buitrecht), inclusief Mare liberum (de vrije zee). Hierin formuleerde hij het nieuwe principe dat de zee een internationaal gebied was en dat alle landen vrij in het gebruik daarvan waren voor de handel. Dit werk was de ideologische grond waarop de Republiek der Zeven Verenigde Nederlanden diverse handelsmonopolies open kon breken met de enorme zeemacht.

### Mare Clausum
Engeland, dat in een hevige strijd was verwikkeld met de Nederlanders over de dominantie van de wereldhandel, was het hier niet mee eens en eisten de soevereiniteit over de wateren rond de Britse Eilanden. In Mare clausum (1635) probeerde John Selden te bewijzen dat het net zo goed mogelijk was om een stuk zee toe te eigenen als een stuk land.

### De Dominio Maris
Omdat er door de tegengestelde belangen conflicten ontstonden, matigden de maritieme staten hun eisen en baseerden ze hun eisen op het het aantal mijlen dat zich uitstrekt in zee. Een werkbare methode werd gevonden door Cornelis van Bijnkershoek in zijn De dominio maris (1702), waarbij het gebied beperkt werd tot het bereik van een kanon. Dit werd algemeen geaccepteerd en uitgewerkt tot de driemijls limiet.

### Engelse Scheepvaartwetten
Het dispuut zou later belangrijke economische gevolgen hebben. De Nederlandse Republiek hing het idee van vrijhandel (hoewel het een monopolie op nootmuskaat en kruidnagel in de Molukken in stand hield). Engeland nam de Act of Navigation aan in 1651, waarbij het alleen werd toegestaan voor Engelse schepen om aan te leggen in Engelse havens, of schepen uit het land waar de goederen vandaan kwamen. Dit was de aanleiding voor de Eerste Engels-Nederlandse Oorlog (1652 - 1654).

### Latere verdragen
Op 14 maart 1857 wordt het Verdrag van Kopenhagen getekend waarbij Denemarken afzag van de Sonttol. Overigens hadden de Nederlanden al sinds de Vrede van Kopenhagen in 1441 met tussenpozen vrije doorgang door de Sont.
Het Verdrag van Montreux dat afgesloten werd op 20 juli 1936 regelde de vrije doorgang door de Bosporus en de Dardanellen.

### IMO
Dit alles leidde tot het VN-Zeerechtverdrag. In 1948 werd de Inter-Governmental Maritime Consultative Organization opgericht, in 1982 omgedoopt in de International Maritime Organization. Deze heeft in de loop der jaren een aantal bepalingen vastgelegd over de grenzen van de internationale wateren.